# Население округа Лос-Анджелес

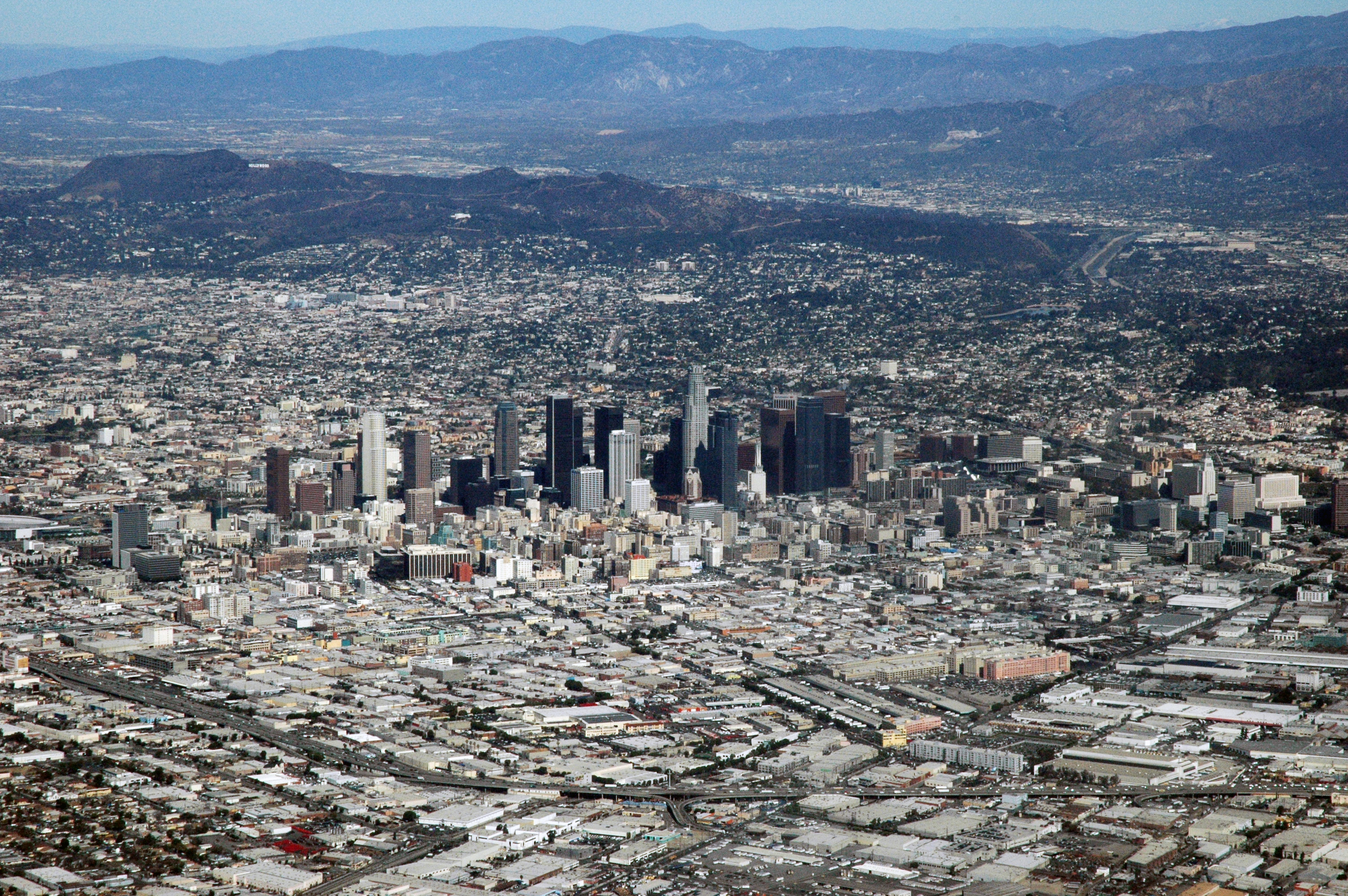
Лос-Анджелес

Округ Лос-Анджелес (англ. Los Angeles County) расположен в американском штате Калифорния.
Население — 10 017 068 человек (2013 год). 

## Основные этнические группы
- латиноамериканцы — 47,3 % (мексиканцы),
- белые — 29,2 % (армяне, евреи, немцы, ирландцы, англичане, итальянцы),
- азиаты — 13,1 % (филиппинцы, китайцы, корейцы, вьетнамцы, индийцы, японцы),
- афроамериканцы — 9,6 %,
- другие — 0,8 % (индейцы)[1].

## Основные языковые группы
- английский — 45,9 %
- испанский — 37,9 %
- тагальский — 2,2 %
- китайский — 2,0 %
- корейский — 1,9 %
- армянский — 1,9 %

## Лос-Анджелес
Население — 3,88 млн человек; основные этнические группы: латиноамериканцы — 48 % (мексиканцы, сальвадорцы, гватемальцы, гондурасцы, никарагуанцы, костариканцы, пуэрториканцы, кубинцы, колумбийцы, панамцы, уругвайцы, эквадорцы, перуанцы); белые — 28 % (в том числе армяне — 14 %, евреи — 3 %, немцы — 2,5 %, ирландцы — 1,8 %, англичане — 1,2 %, итальянцы — 1,1 %, русские — 0,9 %, поляки — 0,4 %, французы и франкоканадцы — 0,3 %, шотландцы — 0,3 %, шведы — 0,2 %, выходцы из Ольстера — 0,1 %, венгры — 0,1 %, а также норвежцы, греки, мальтийцы, португальцы, литовцы, голландцы, украинцы, болгары, румыны, белорусы, датчане, швейцарцы, хорваты, боснийцы, черногорцы, баски);
Азиаты — 12 % (в том числе китайцы — 1,7 %, а также филиппинцы, корейцы, японцы, индийцы, вьетнамцы, иранцы, камбоджийцы, лаосцы, тайцы, арабы, пакистанцы, ланкийцы, афганцы, курды, турки, ассирийцы, бангладешцы, индонезийцы, бирманцы, якуты, монголы); афроамериканцы — 8 % (чернокожие американцы, а также эфиопы, эритрейцы, нигерийцы, конголезцы, ганцы, сьерралеонцы, либерийцы, южноафриканцы, сомалийцы), индейцы — 0,7 %, выходцы из Океании — 0,1 % (гавайцы, самоанцы, фиджийцы).
Для 43,6 % жителей города родным является испанский язык, для 40,2 % — английский, для 2,4 % — корейский, для 2,3 % — тагальский, для 1,7 % — армянский, для 1,5 % — китайский, для 1,3 % — фарси (персидский). Лос-Анджелес делится на девять основных зон — Даунтаун, Вестсайд, Саут-Лос-Анджелес, Нортвест-Лос-Анджелес, Истсайд-Лос-Анджелес / Нортист-Лос-Анджелес, Грейтер-Голливуд, Сан-Фернандо-Вэлли, Харбор-Ареа и Уилшир.
В Сан-Фернандо-Вэлли проживает 1,4 млн человек, в том числе 43 % — белые, 41 % — латиноамериканцы, 11 % — азиаты (филиппинцы, китайцы), 3,4 % — афроамериканцы. В Саут-Лос-Анджелес проживает 550 тыс. человек, в том числе 55 % — латиноамериканцы, 41 % — афроамериканцы, а также азиаты (корейцы, индийцы, филиппинцы, китайцы). В Вестсайд проживает 550 тыс. человек, в том числе 63,3 % — белые, 15,7 % — латиноамериканцы, 11,5 % — азиаты (корейцы, китайцы, японцы, индийцы) и 5,1 % — афроамериканцы.
В Голливуде проживает 230 тыс. человек, в том числе 51,5 % — белые, 34,5 % — латиноамериканцы, 9,5 % — азиаты (корейцы, тайцы) и 4,3 % — афроамериканцы. В Истсайд-Лос-Анджелес (который включает в свой состав также районы Нортист-Лос-Анджелес) проживают в основном латиноамериканцы, а также азиаты (филиппинцы и китайцы). В Харбор-Ареа проживает 200 тыс. человек, в основном латиноамериканцы, афроамериканцы и азиаты. В Уилшир проживают в основном белые (евреи), а также латиноамериканцы, азиаты (корейцы) и афроамериканцы (в том числе эфиопы). В Даунтаун проживает 60 тыс. человек, в основном латиноамериканцы и азиаты (китайцы, японцы, вьетнамцы).
Латиноамериканцы (преимущественно мексиканцы) преобладают в районах Бойл-Хайтс, Алисо-Виллидж, Бруклин-Хайтс, Сайпресс-Парк, Хайленд-Парк, Маунт-Вашингтон, Эль-Серено, Игл-Рок, Пико-Гарденс, Гласселл-Парк, Линкольн-Хайтс и Атуотер-Виллидж (Истсайд-Лос-Анджелес), Скид-Роу или Сентрал-Сити-Ист и Эль-Пуэбло или Плаза (Даунтаун), Уоттс и Вест-Адамс (Саут-Лос-Анджелес), Пико-Юнион, Уэстлейк, Сильвер-Лейк, Эхо-Парк, Элайсиан-Вэлли и Филипинотаун (Нортвест-Лос-Анджелес), Гарвард-Хайтс, Кориатаун, Мид-Сити и Арлингтон-Хайтс (Уилшир), Пакоима, Панорама-Сити, Арлета, Силмар, Реседа, Лейк-Вью-Террас, Ван-Найс и Уиннетка (Сан-Фернандо-Вэлли), Сан-Педро, Уилмингтон, Харбор-Гатевэй и Харбор-Сити (Харбор-Ареа), Ист-Голливуд (Голливуд).
Сальвадорцы, гватемальцы, гондурасцы, никарагуанцы, костариканцы и панамцы сконцентрированы в районах Пико-Юнион и Уэстлейк (Нортвест-Лос-Анджелес), Уоттс и Хайд-Парк (Саут-Лос-Анджелес), Пакоима и Лейк-Вью-Террас (Сан-Фернандо-Вэлли), Гарвард-Хайтс (Уилшир). Бразильцы сконцентрированы в районах Палмс и Уэст-Лос-Анджелес (Вестсайд).
Армяне сконцентрированы в районах Литтл-Армения (Голливуд), Норт-Голливуд, Шадоу-Хиллс, Санленд-Тухунга, Тарзана, Уиннетка, Энсино и Шерман-Окс (Сан-Фернандо-Вэлли), Венис (Вестсайд) и Уилшир-Парк (Уилшир). Евреи сконцентрированы в районах Фэйрфакс, Картей, Миракл Майл и Хэнкок-Парк (Уилшир), Норт-Голливуд, Вэлли-Виллидж, Гранада-Хиллс, Нортридж, Тарзана, Уэст-Хиллс, Энсино и Уиннетка (Сан-Фернандо-Вэлли), Саут-Робертсон, Уэст-Лос-Анджелес, Венис, Бель-Эйр, Вествуд, Беверливуд и Брентвуд (Вестсайд), Бойл-Хайтс, Бруклин-Хайтс и Хайленд-Парк (Истсайд-Лос-Анджелес), Голливуд-Хиллс, Мелроуз и Ист-Голливуд (Голливуд), Сан-Педро (Харбор-Ареа).

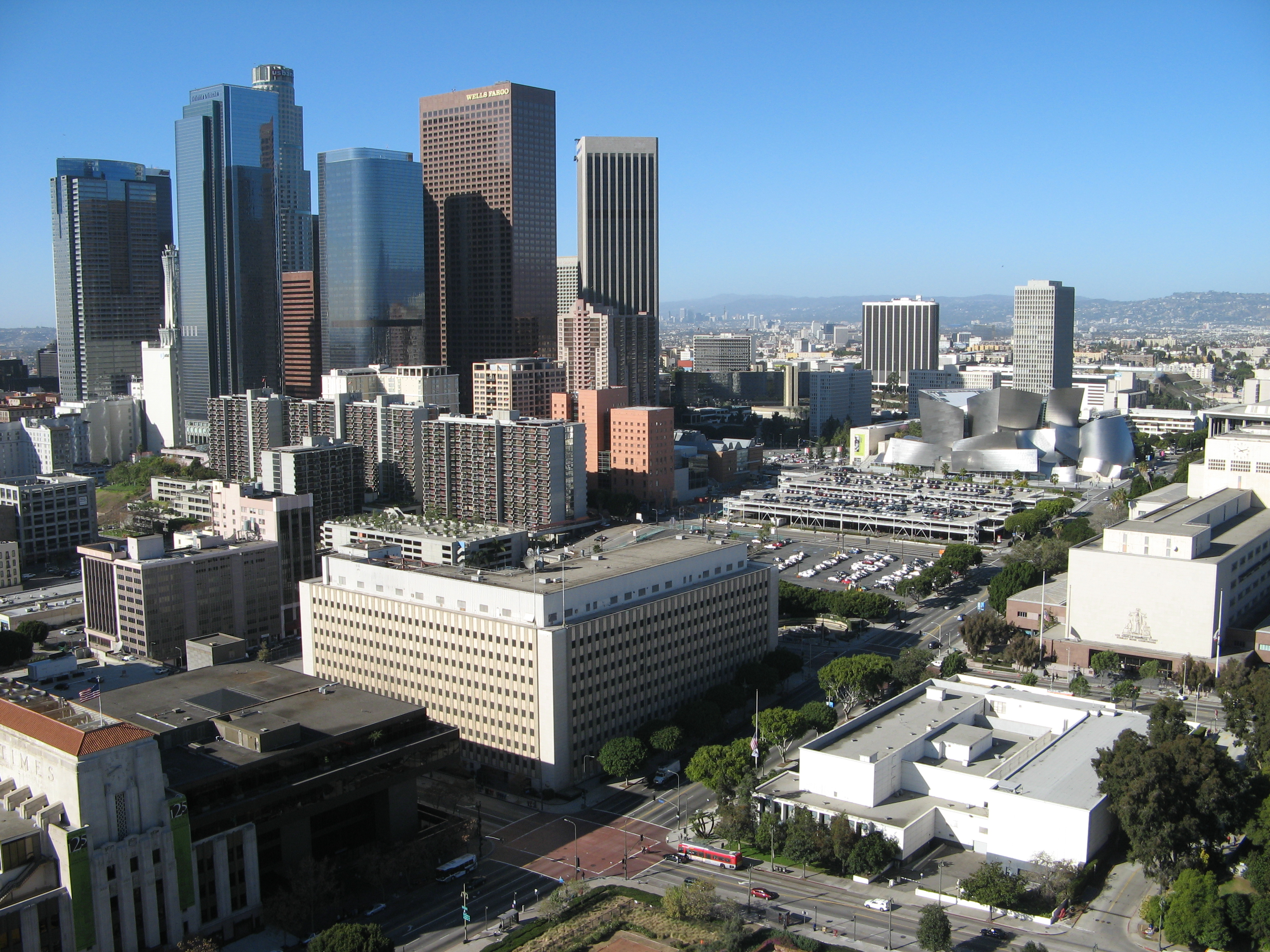
Даунтаун Лос-Анджелеса

Итальянцы и италошвейцарцы сконцентрированы в районах Литтл-Итали в Линкольн-Хайтс (Истсайд-Лос-Анджелес), Виа Италия в Сан-Педро (Харбор-Ареа) и Банкер-Хилл (Даунтаун). Немцы и австрийцы сконцентрированы в районах Норт-Голливуд (Сан-Фернандо-Вэлли) и Брентвуд (Вестсайд). Греки и киприоты сконцентрированы в районе Гарвард-Хайтс (Уилшир). Русские сконцентрированы в районе Фэйрфакс (Уилшир). Хорваты, норвежцы, португальцы и мальтийцы сконцентрированы в районе Сан-Педро (Харбор-Ареа). Французы и франкоканадцы сконцентрированы в районе Брентвуд (Вестсайд).
Филиппинцы сконцентрированы в районах Игл-Рок, Гласселл-Парк и Атуотер-Виллидж (Истсайд-Лос-Анджелес), Панорама-Сити, Норт-Голливуд, Арлета и Санленд-Тухунга (Сан-Фернандо-Вэлли), Филипинотаун, Эхо-Парк, Уэстлейк, Сильвер-Лейк и Элайсиан-Вэлли (Нортвест-Лос-Анджелес), Ист-Голливуд (Голливуд). Корейцы сконцентрированы в районах Кориатаун в Мид-Уилшир, Уилшир-Сентр, Уилшир-Парк, Гарвард-Хайтс, Хэнкок-Парк и Каунтри-Клаб-Парк (Уилшир), Пико-Юнион и Уэстлейк (Нортвест-Лос-Анджелес), Ист-Голливуд (Голливуд), Сан-Педро (Харбор-Ареа), Брентвуд (Вестсайд). Китайцы сконцентрированы в районах Чайнатаун и Эль-Пуэбло (Даунтаун), Линкольн-Хайтс и Маунт-Вашингтон (Истсайд-Лос-Анджелес), Эхо-Парк (Нортвест-Лос-Анджелес), Брентвуд (Вестсайд).
Японцы сконцентрированы в районах Литтл-Токио (Даунтаун), Саутелл, Уэст-Лос-Анджелес и Брентвуд (Вестсайд). Индийцы сконцентрированы в районах Палмс (Вестсайд) и Уоттс (Саут-Лос-Анджелес). Вьетнамцы сконцентрированы в районе Чайнатаун (Даунтаун). Тайцы сконцентрированы в районе Тай-Таун (Голливуд). Иранцы сконцентрированы в районах Литтл-Персия или Техранджелес в Вествуд, Палмс, Беверливуд и Брентвуд (Вестсайд), Тарзана, Вудленд-Хиллс, Энсино, Шерман-Окс, Норт-Голливуд и Санленд-Тухунга (Сан-Фернандо-Вэлли). Арабы-мусульмане, в том числе ливанцы, сирийцы, палестинцы и египтяне, сконцентрированы в районах Норт-Голливуд (Сан-Фернандо-Вэлли) и Вестсайд. Арабы-копты сконцентрированы в районах Нортридж (Сан-Фернандо-Вэлли) и Голливуд. Ассирийцы сконцентрированы в районе Тарзана (Сан-Фернандо-Вэлли).
Афроамериканцы сконцентрированы в районах Леймерт-Парк, Болдуин-Хиллс, Болдуин-Виста, Болдуин-Виллидж, Креншоу, Хайд-Парк, Вермонт-Ноуллс, Джефферсон-Парк и Уоттс (Саут-Лос-Анджелес или Саут-Сентрал), Лафайетт-Скуэр, Фэйркрест-Хайтс, Пикфэйр-Виллидж и Арлингтон-Хайтс (Уилшир). Эфиопы и эритрейцы сконцентрированы в районах Литтл-Эфиопия в Картей (Уилшир) и Уоттс (Саут-Лос-Анджелес). Ямайцы сконцентрированы в районе Норт-Голливуд (Сан-Фернандо-Вэлли).

### Лонг-Бич

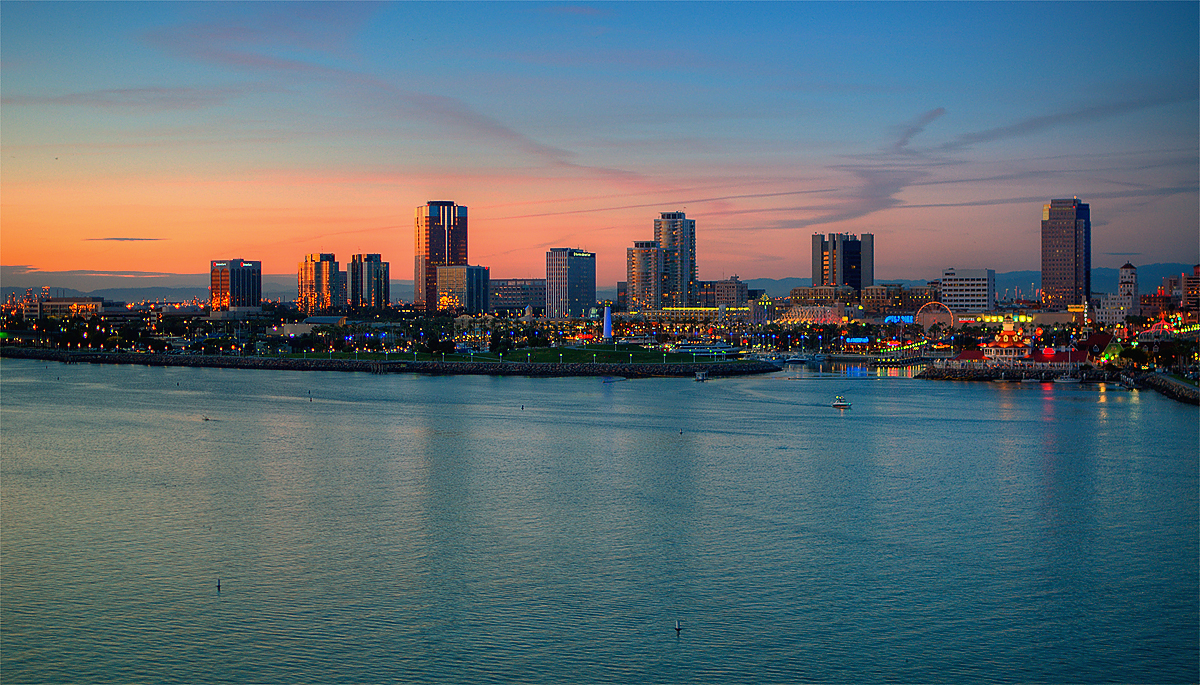
Лонг-Бич

Население — 500 тыс. человек (город примыкает к Харбор-Ареа); основные этнические группы: латиноамериканцы — 40,2 % (мексиканцы, чилийцы, испанцы), белые — 32 % (армяне, итальянцы, португальцы, греки, мальтийцы, голландцы), афроамериканцы — 15,4 %, азиаты — 11,2 % (в том числе вьетнамцы — 1,1 %, а также филиппинцы, камбоджийцы, японцы), выходцы из Океании — 0,8 % (самоанцы, тонганцы), индейцы — 0,4 %.
Латиноамериканцы, афроамериканцы, азиаты и самоанцы сконцентрированы в районах Истсайд, Норт-Лонг-Бич и Вест-Лонг-Бич; камбоджийцы — в районе Камбодиа-Таун (или Литтл-Пномпень); филиппинцы — в районе Вест-Лонг-Бич.

### Глендейл
Население — 210 тыс. человек (город примыкает к Нортвест-Лос-Анджелес и Сан-Фернандо-Вэлли); основные этнические группы: белые — 82,2 % (в том числе армяне — 34 %, а также иранцы, арабы), латиноамериканцы — 9,7 % (мексиканцы), азиаты — 6,1 % (филиппинцы, корейцы, индонезийцы, китайцы), афроамериканцы — 1,6 %, индейцы — 0,3 %, выходцы из Океании — 0,1 %.

### Санта-Кларита
Население — 180 тыс. человек (город примыкает к Сан-Фернандо-Вэлли); основные этнические группы: белые — 71,3 % (арабы-копты), латиноамериканцы — 20,5 %, азиаты — 5,3 % (филиппинцы), афроамериканцы — 2,1 %, индейцы — 0,6 %, выходцы из Океании — 0,2 %, азербайджанцы — 0,1 %.

### Помона
Население — 165 тыс. человек; основные этнические группы: латиноамериканцы — 64,5 % (мексиканцы, гватемальцы), белые — 17,2 % (арабы-копты), афроамериканцы — 9,6 %, азиаты — 7,2 % (китайцы), индейцы — 1,3 %, выходцы из Океании — 0,2 %. Для 55,5 % жителей родным является испанский язык, для 37,5 % — английский, для 0,9 % — китайский.

### Палмдейл
Население — 155 тыс. человек; основные этнические группы: белые — 42,8 % (арабы-копты), латиноамериканцы — 37,7 %, афроамериканцы — 14,5 %, азиаты — 3,8 %, индейцы — 1 %, выходцы из Океании — 0,2 %.

### Пасадина

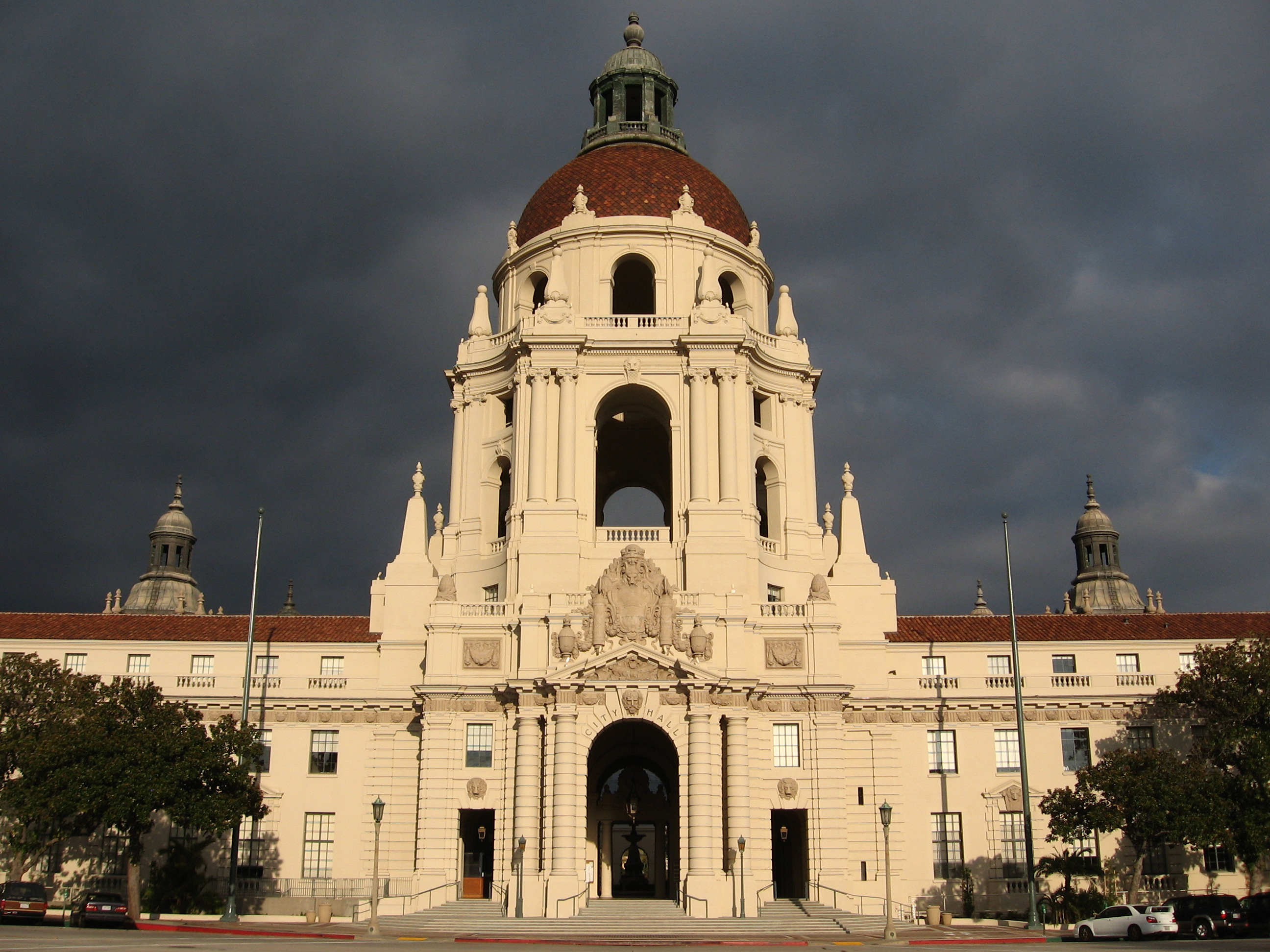
Пасадина

Население — 150 тыс. человек (город примыкает к Истсайд-Лос-Анджелес); основные этнические группы: белые — 41,4 % (в том числе армяне — 12,4 %, а также евреи), латиноамериканцы — 33,4 %, афроамериканцы — 14,4 %, азиаты — 10 % (китайцы, японцы), индейцы — 0,7 %, выходцы из Океании — 0,1 %.

### Торранс
Население — 150 тыс. человек (город примыкает к Харбор-Ареа / Саут-Бэй); основные этнические группы: белые — 55,6 % (арабы-копты, итальянцы, португальцы, греки, немцы, голландцы), азиаты — 28,6 % (японцы, китайцы), латиноамериканцы — 12,8 % (мексиканцы), афроамериканцы — 2,2 %,кавказцы(азербайджанцы) — 0,6 %, индейцы — 0,4 %, выходцы из Океании — 0,4 %.

### Ланкастер
Население — 145 тыс. человек; основные этнические группы: белые — 54,8 %, латиноамериканцы — 24,2 %, афроамериканцы — 16 %, азиаты — 3,8 %, индейцы — 1 %, выходцы из Океании — 0,2 %.

### Эль-Монте
Население — 130 тыс. человек; основные этнические группы: латиноамериканцы — 72,4 %, азиаты — 18,5 % (в том числе китайцы — 10,3 %, вьетнамцы — 5,2 %, а также японцы, корейцы), белые — 6,8 % (арабы-копты), индейцы — 1,4 %, афроамериканцы — 0,8 %, выходцы из Океании — 0,1 %.

### Ист-Лос-Анджелес
Население — 130 тыс. человек (город примыкает к Истсайд-Лос-Анджелес); основные этнические группы: латиноамериканцы — 92,8 %, афроамериканцы — 4,5 %, индейцы — 1,3 %, азиаты — 0,8 % (японцы, вьетнамцы, китайцы, филиппинцы), белые — 0,5 % (армяне, евреи, русские). Для 87 % жителей родным является испанский язык, для 12,7 % — английский.

### Инглвуд
Население — 120 тыс. человек (город примыкает к Саут-Лос-Анджелес и Вестсайд); основные этнические группы: афроамериканцы — 47,1 %, латиноамериканцы — 46 % (мексиканцы, сальвадорцы), белые — 4,7 % (португальцы), азиаты — 1,1 %, индейцы — 0,7 %, выходцы из Океании — 0,4 %, кавказцы — 0,2.

### Дауни

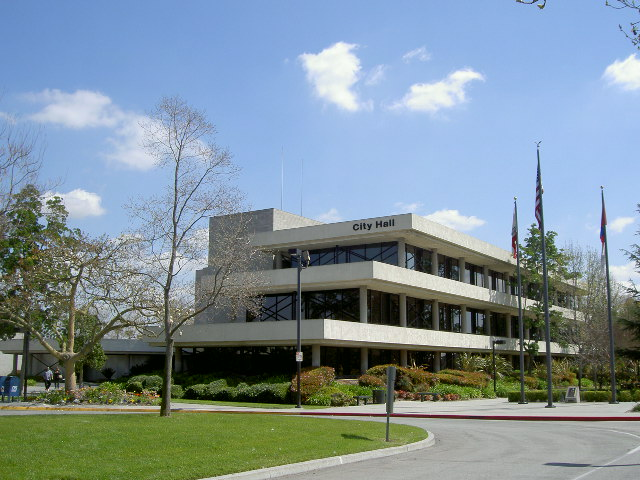
Дауни

Население — 115 тыс. человек; основные этнические группы: латиноамериканцы — 57,9 % (в том числе кубинцы — 2 %), белые — 29,4 % (ирландцы, англичане), азиаты — 7,8 %, афроамериканцы — 3,8 %, индейцы — 0,9 %, выходцы из Океании — 0,2 %.

### Уэст-Ковина
Население — 115 тыс. человек; основные этнические группы: латиноамериканцы — 52,3 %, азиаты — 27,1 % (китайцы, филиппинцы, японцы), белые — 13,2 %, афроамериканцы — 6,5 %, выходцы из Океании — 0,6 %, индейцы — 0,3 %.

### Норуолк
Население — 110 тыс. человек; основные этнические группы: латиноамериканцы — 62,9 % (мексиканцы), белые — 19,3 %, азиаты — 11,6 %, афроамериканцы — 4,6 %, индейцы — 1,2 %, выходцы из Океании — 0,4 %.

### Бербанк
Население — 110 тыс. человек (город примыкает к Сан-Фернандо-Вэлли); основные этнические группы: белые — 63,3 % (в том числе армяне — 21 %, а также евреи, арабы), латиноамериканцы — 24,9 %, азиаты — 9,2 %, афроамериканцы — 2 %, индейцы — 0,5 %, выходцы из Океании — 0,1 %.

### Саут-Гейт
Население — 105 тыс. человек (город примыкает к Саут-Лос-Анджелес); основные этнические группы: латиноамериканцы — 92 %, афроамериканцы — 1,2 %, индейцы — 0,9 %, азиаты — 0,8 %, белые — 0,8 % (евреи).

### Комптон
Население — 95 тыс. человек (город примыкает к Саут-Лос-Анджелес); основные этнические группы: латиноамериканцы — 56,8 % (мексиканцы, белизцы, гватемальцы), афроамериканцы — 40,3 % (в том числе эфиопы), выходцы из Океании — 1,1 % (самоанцы, тонганцы), белые — 0,8 %, индейцы — 0,7 %, азиаты — 0,3 % (корейцы, филиппинцы).

### Санта-Моника

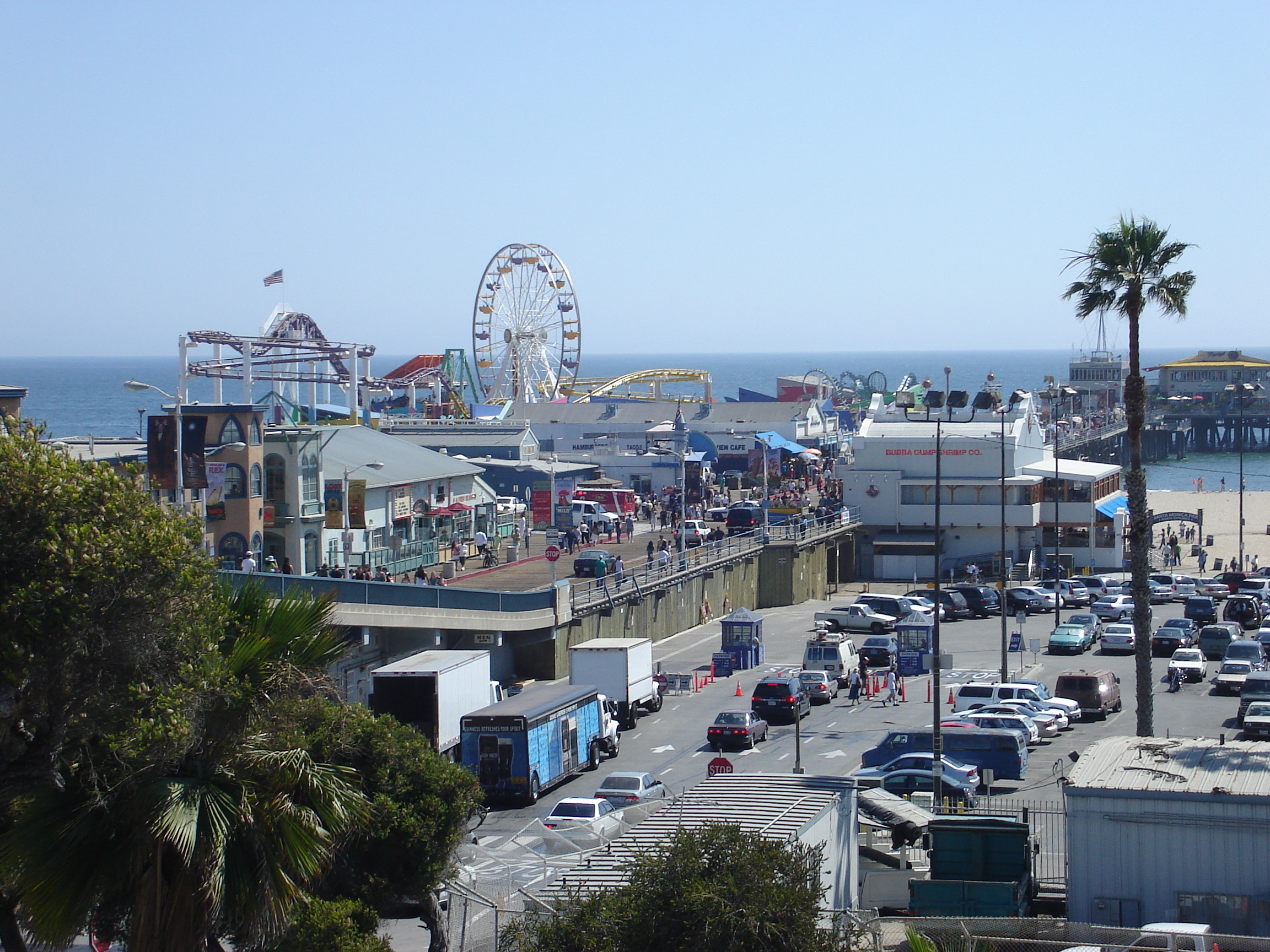
Санта-Моника

Население — 92 тыс. человек (город примыкает к Вестсайд); основные этнические группы: белые — 74,8 % (евреи, ирландцы, арабы-копты, португальцы, болгары, русские), латиноамериканцы — 13,5 % (мексиканцы), азиаты — 7,3 %, афроамериканцы — 3,8 %, индейцы — 0,5 %,азербайджанцы — 0,3 %, выходцы из Океании — 0,1 %.

### Карсон
Население — 92 тыс. человек (город примыкает к Харбор-Ареа); основные этнические группы: латиноамериканцы — 34,9 %, афроамериканцы — 25,4 %, азиаты — 22,3 % (филиппинцы), белые — 13,8 %, выходцы из Океании — 3 % (самоанцы), индейцы — 0,6 %.

### Хоторн
Население — 90 тыс. человек (город примыкает к Харбор-Ареа / Саут-Бэй); основные этнические группы: латиноамериканцы — 44,3 % (мексиканцы, гватемальцы, сальвадорцы), афроамериканцы — 39 %, белые — 8,3 %, азиаты — 6,7 %, выходцы из Океании — 0,9 %, индейцы — 0,8 %.

### Уиттиер
Население — 88 тыс. человек (город примыкает к Истсайд-Лос-Анджелес); основные этнические группы: латиноамериканцы — 65,9 %, белые — 28,1 % (македонцы), азиаты — 3,3 % (китайцы), индейцы — 1,3 %, афроамериканцы — 1,2 %, выходцы из Океании — 0,2 %.

### Лейквуд
Население — 85 тыс. человек; основные этнические группы: белые — 55,1 %, латиноамериканцы — 22,8 %, азиаты — 13,5 %, афроамериканцы — 7,4 %, выходцы из Океании — 0,6 %, индейцы — 0,6 %.

### Альгамбра

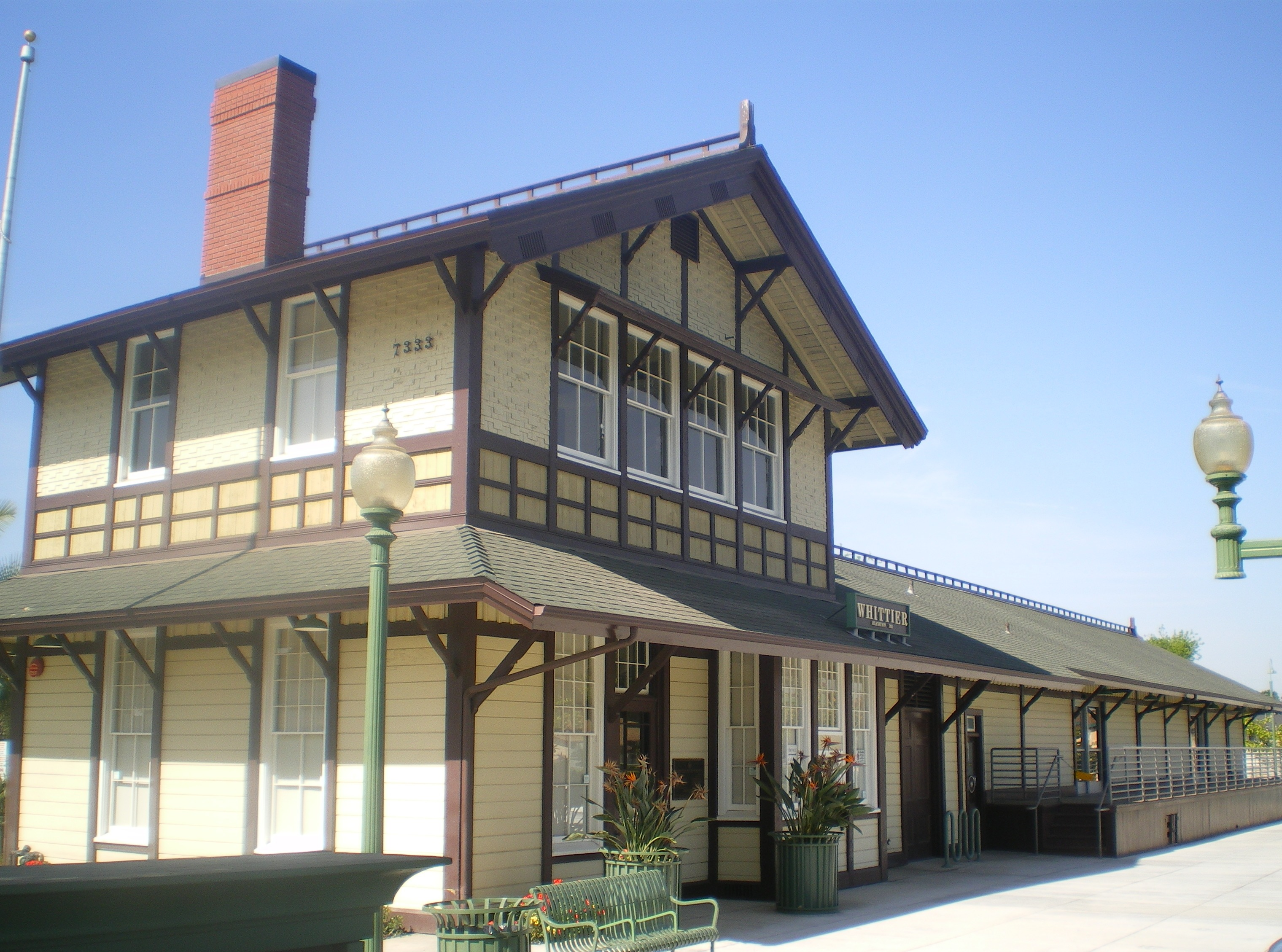
Уиттиер

Население — 85 тыс. человек (город примыкает к Истсайд-Лос-Анджелес); основные этнические группы: азиаты — 47,3 % (в том числе китайцы — 33,1 %, а также вьетнамцы, японцы), латиноамериканцы — 35,5 % (мексиканцы), белые — 14,7 % (сербы, итальянцы), афроамериканцы — 1,7 %, индейцы — 0,7 %,кавказцы (азербайджанцы) выходцы из Океании — 0,1 %.

### Болдуин-Парк
Население — 77 тыс. человек; основные этнические группы: латиноамериканцы — 71 % (мексиканцы, пуэрториканцы), азиаты — 15 %, белые — 11 %, афроамериканцы — 2 %, индейцы — 0,5 %, выходцы из Океании — 0,5 %.

### Линвуд
Население — 74 тыс. человек (город примыкает к Саут-Лос-Анджелес); основные этнические группы: латиноамериканцы — 86,4 %, афроамериканцы — 10,2 %, индейцы — 1,3 %, азиаты — 1 % (тайцы, индийцы, филиппинцы, вьетнамцы), белые — 0,7 %, выходцы из Океании — 0,4 % (самоанцы). Для 77,4 % жителей родным является испанский язык, для 22,1 % — английский.

### Беллфлауэр
Население — 73 тыс. человек; основные этнические группы: латиноамериканцы — 43,3 %, белые — 32,3 % (арабы-копты), афроамериканцы — 13,1 %, азиаты — 9,7 %, индейцы — 0,9 %, выходцы из Океании — 0,7 %.

### Редондо-Бич
Население — 68 тыс. человек (город примыкает к Харбор-Ареа / Саут-Бэй); основные этнические группы: белые — 74 % (итальянцы, греки, португальцы, голландцы), латиноамериканцы — 13,5 % (мексиканцы, сальвадорцы, испанцы), азиаты — 9,1 %, афроамериканцы — 2,5 %, индейцы — 0,5 %, выходцы из Океании — 0,4 % (гавайцы, самоанцы).

### Пико-Ривера
Население — 67 тыс. человек (город примыкает к Истсайд-Лос-Анджелес); основные этнические группы: латиноамериканцы — 88,3 %, белые — 6,9 %, азиаты — 2,7 %, индейцы — 1,3 %, афроамериканцы — 0,7 %, выходцы из Океании — 0,1 %.

### Монтебелло

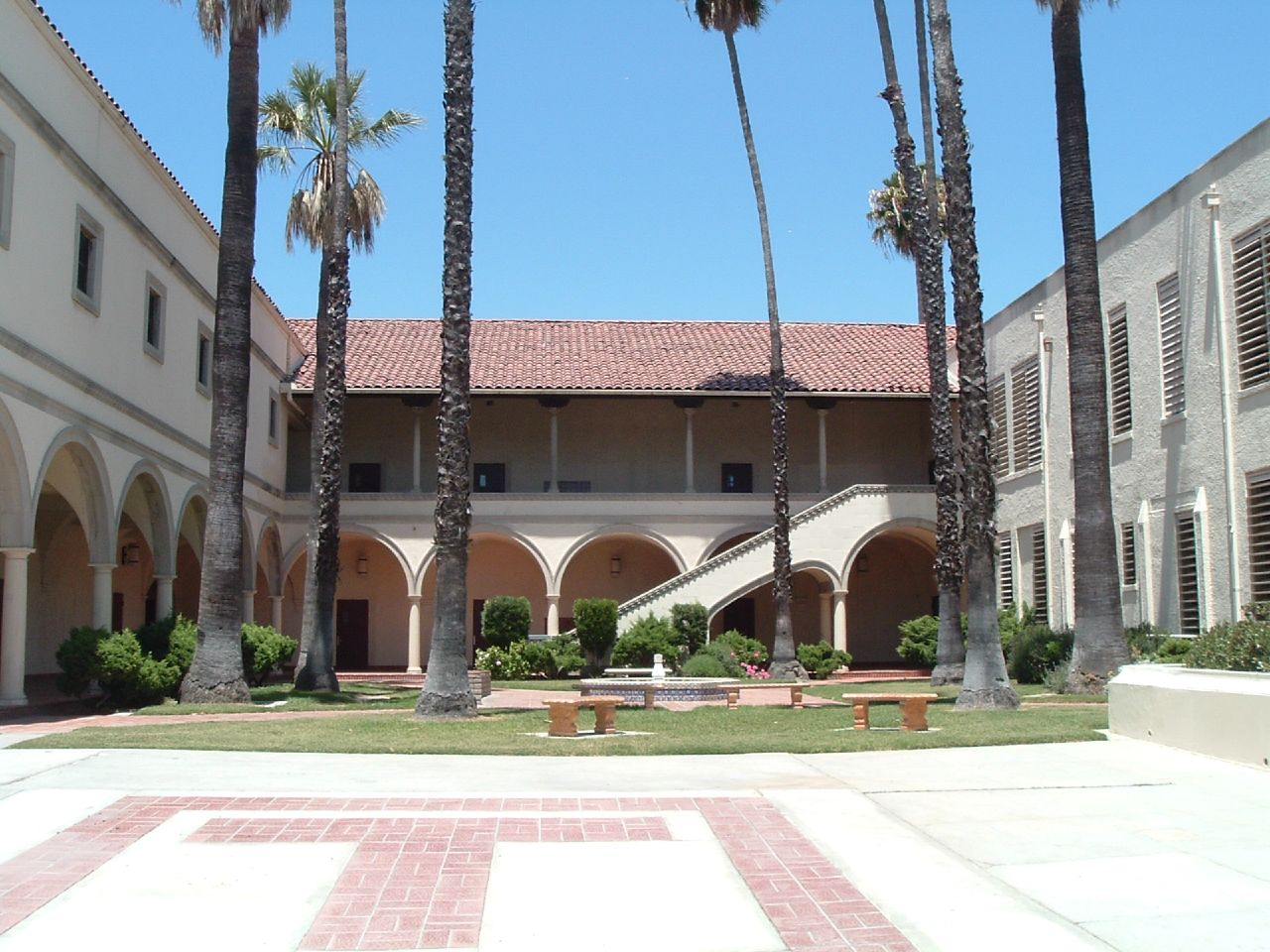
Торранс

Население — 66 тыс. человек (город примыкает к Истсайд-Лос-Анджелес); основные этнические группы: латиноамериканцы — 74,6 % (мексиканцы), азиаты — 11,6 % (в том числе японцы — более 11 %), белые — 11,5 % (в том числе армяне — 4,6 %), индейцы — 1,2 %, афроамериканцы — 1 %, выходцы из Океании — 0,1 %.

### Хантингтон-Парк
Население — 66 тыс. человек (город примыкает к Саут-Лос-Анджелес); основные этнические группы: латиноамериканцы — 95,6 %, белые — 1,7 %, индейцы — 1 %, афроамериканцы — 0,8 %, азиаты — 0,8 % (китайцы), выходцы из Океании — 0,1 %. Для 90,8 % жителей родным является испанский язык, для 9,2 % — английский.

### Монтерей-Парк
Население — 65 тыс. человек (город примыкает к Истсайд-Лос-Анджелес); основные этнические группы: азиаты — 61,8 % (в том числе китайцы — 42,3 %, вьетнамцы — 5,2 %, а также японцы, корейцы индонезийцы, бирманцы), латиноамериканцы — 28,9 % (мексиканцы), белые — 8,3 %, индейцы — 0,6 %, афроамериканцы — 0,4 %. Китайцы сконцентрированы в районе Литтл-Тайбэй.

### Гардина
Население — 62 тыс. человек (город примыкает к Харбор-Ареа / Саут-Бэй); основные этнические группы: латиноамериканцы — 31,8 %, азиаты — 26,8 % (японцы), афроамериканцы — 26 %, белые — 14,1 %, выходцы из Океании — 0,7 %, индейцы — 0,6 %.

### Флоренс-Грэхэм
Население — 61 тыс. человек (город примыкает к Саут-Лос-Анджелес); основные этнические группы: латиноамериканцы — 84,9 %, афроамериканцы — 13,1 %, индейцы — 1 %, белые — 0,8 %, выходцы из Океании — 0,1 %, азиаты — 0,1 %.

### Парамаунт
Население — 58 тыс. человек; основные этнические группы: латиноамериканцы — 72,3 %, афроамериканцы — 13,6 %, белые — 8,7 %, азиаты — 3,4 %, индейцы — 1,1 %, выходцы из Океании — 0,9 %.

### Роузмид
Население — 58 тыс. человек; основные этнические группы: азиаты — 48,8 % (в том числе китайцы — 29,3 %, вьетнамцы — 11,1 %, а также корейцы, бирманцы), латиноамериканцы — 41,3 % (мексиканцы), белые — 8,2 %, индейцы — 0,9 %, афроамериканцы — 0,7 %, выходцы из Океании — 0,1 %.

### Дайамонд-Бар
Население — 57 тыс. человек; основные этнические группы: азиаты — 50,4 % (в том числе китайцы — 17,9 %, а также филиппинцы, вьетнамцы, корейцы, индийцы), белые — 26,8 %, латиноамериканцы — 18,5 %, афроамериканцы — 3,9 %, индейцы — 0,3 %, выходцы из Океании — 0,1 %.

### Аркейдия
Население — 56 тыс. человек; основные этнические группы: азиаты — 45,4 % (в том числе китайцы — 34 %), белые — 42,5 %, латиноамериканцы — 10,6 %, афроамериканцы — 1,1 %, индейцы — 0,3 %, выходцы из Океании — 0,1 %.

### Саут-Уиттиер
Население — 56 тыс. человек (город примыкает к Истсайд-Лос-Анджелес); основные этнические группы: латиноамериканцы — 69,3 %, белые — 24,7 %, азиаты — 3 %, афроамериканцы — 1,5 %, индейцы — 1,2 %, выходцы из Океании — 0,3 %.

### Хасиенда-Хайтс
Население — 55 тыс. человек; основные этнические группы: латиноамериканцы — 38,3 %, азиаты — 36,1 % (в том числе китайцы — 22,4 %), белые — 23,2 %, афроамериканцы — 1,6 %, индейцы — 0,7 %, выходцы из Океании — 0,1 %.

### Глендора

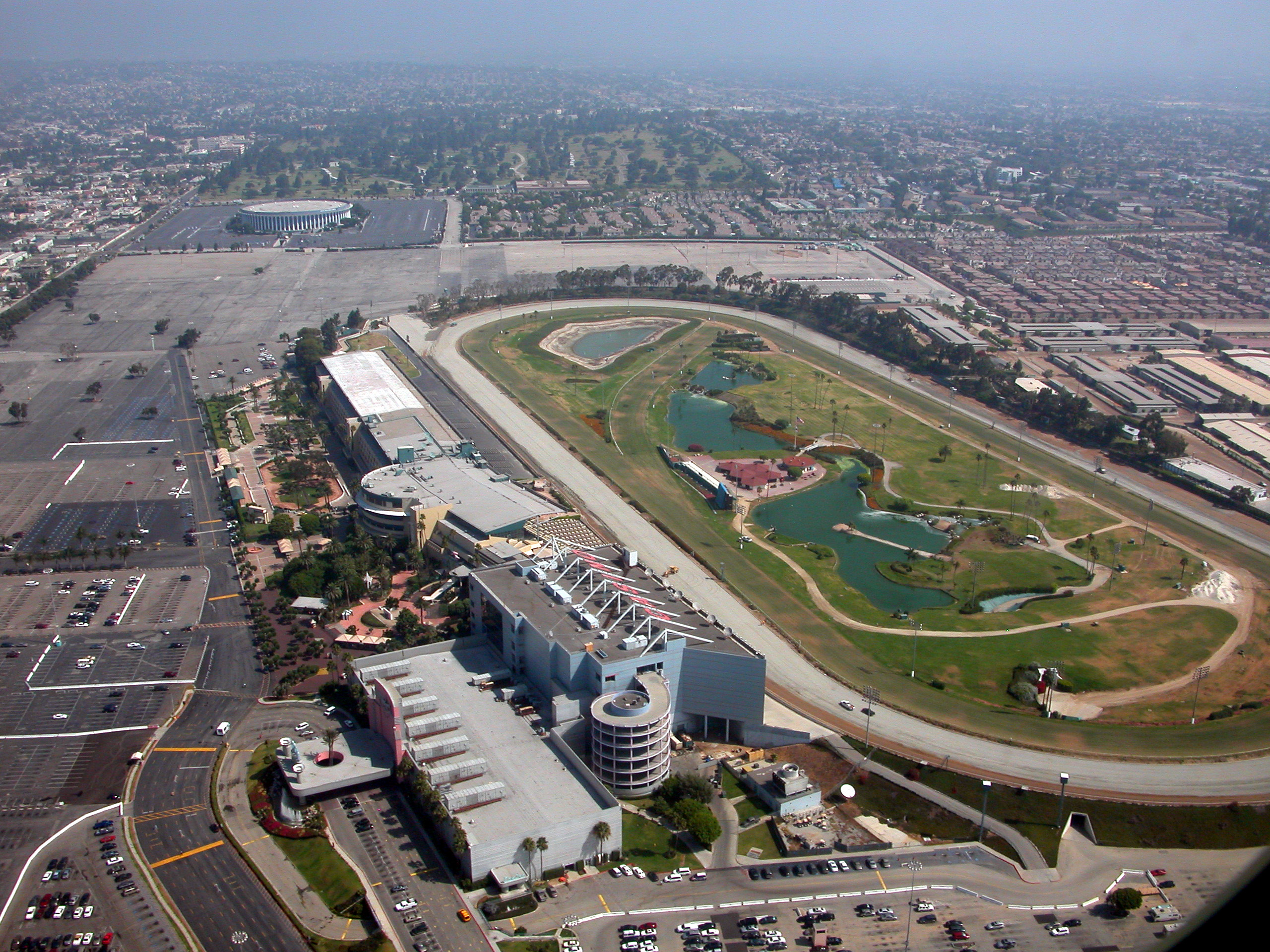
Инглвуд

Население — 53 тыс. человек; основные этнические группы: белые — 69,9 %, латиноамериканцы — 16,7 % (мексиканцы), азиаты — 11,2 % (японцы, индонезийцы), афроамериканцы — 1,5 %, индейцы — 0,6 %, выходцы из Океании — 0,1 %.

### Серритос
Население — 52 тыс. человек; основные этнические группы: азиаты — 58,1 % (в том числе китайцы — 15 %, а также филиппинцы, корейцы), белые — 24,3 % (португальцы), латиноамериканцы — 10,4 % (мексиканцы), афроамериканцы — 6,7 %, индейцы — 0,3 %, выходцы из Океании — 0,2 % (самоанцы). Филиппинцы сконцентрированы в районе Литтл-Манила.

### Ла-Мирада
Население — 51 тыс. человек; основные этнические группы: белые — 48,6 %, латиноамериканцы — 33,5 %, азиаты — 14,9 %, афроамериканцы — 1,9 %, индейцы — 0,8 %, выходцы из Океании — 0,3 %.

### Роуленд-Хайтс
Население — 50 тыс. человек; основные этнические группы: азиаты — 50,4 % (в том числе китайцы — 29 %, а также корейцы), латиноамериканцы — 28,4 %, белые — 17,8 %, афроамериканцы — 2,6 %, индейцы — 0,5 %, выходцы из Океании — 0,3 %. Китайцы сконцентрированы в районе Литтл-Тайбэй.

### Ковина
Население — 47 тыс. человек; основные этнические группы: белые — 43,8 % (арабы-копты), латиноамериканцы — 40,3 % (мексиканцы), азиаты — 9,8 % (филиппинцы, индийцы), афроамериканцы — 5 %, индейцы — 0,9 %, выходцы из Океании — 0,2 %.

### Азуса

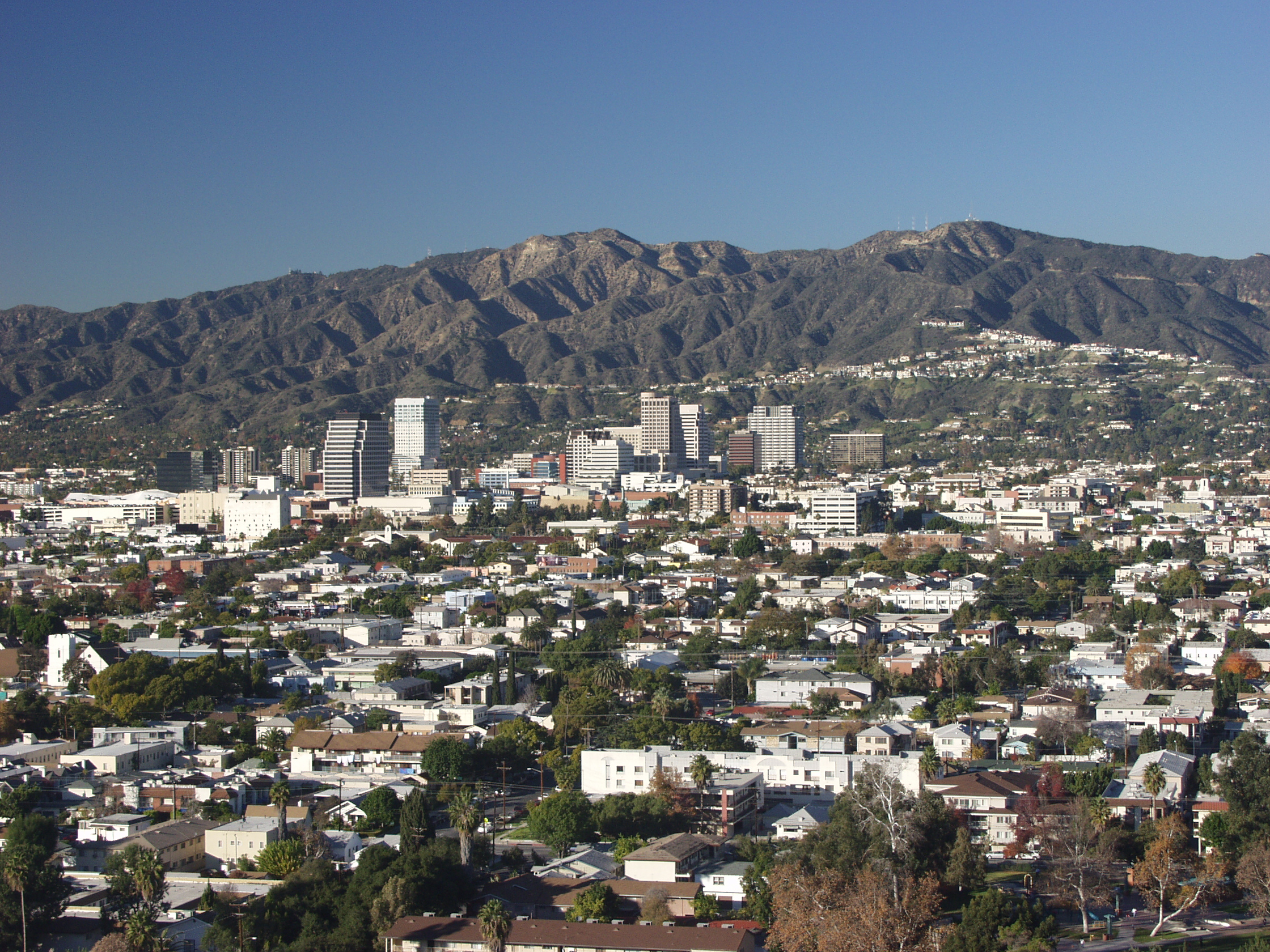
Глендейл

Население — 47 тыс. человек; основные этнические группы: латиноамериканцы — 63,8 % (мексиканцы), белые — 24,7 %, азиаты — 6,2 %, афроамериканцы — 3,8 %, индейцы — 1,3 %, выходцы из Океании — 0,2 %.

### Алтадина
Население — 45 тыс. человек; основные этнические группы: белые — 43,2 % (в том числе армяне — 4,6 %), афроамериканцы — 31,4 %, латиноамериканцы — 20,4 %, азиаты — 4,3 %, индейцы — 0,6 %, выходцы из Океании — 0,1 %.

### Белль-Гарденс
Население — 45 тыс. человек (город примыкает к Истсайд-Лос-Анджелес); основные этнические группы: латиноамериканцы — 93,4 %, белые — 3,2 %, индейцы — 1,7 %, афроамериканцы — 1 %, азиаты — 0,6 %, выходцы из Океании — 0,1 %.

### Ла-Пуэнте
Население — 44 тыс. человек; основные этнические группы: латиноамериканцы — 89,3 % (мексиканцы), азиаты — 7,2 % (китайцы), афроамериканцы — 2 %, индейцы — 1,3 %, выходцы из Океании — 0,2 %.

### Ранчо-Палос-Вердес
Население — 44 тыс. человек (город примыкает к Харбор-Ареа / Саут-Бэй); основные этнические группы: белые — 61 % (евреи), азиаты — 26 %, латиноамериканцы — 10,7 %, афроамериканцы — 2 %, индейцы — 0,2 %, выходцы из Океании — 0,1 %.

### Сан-Гейбриел

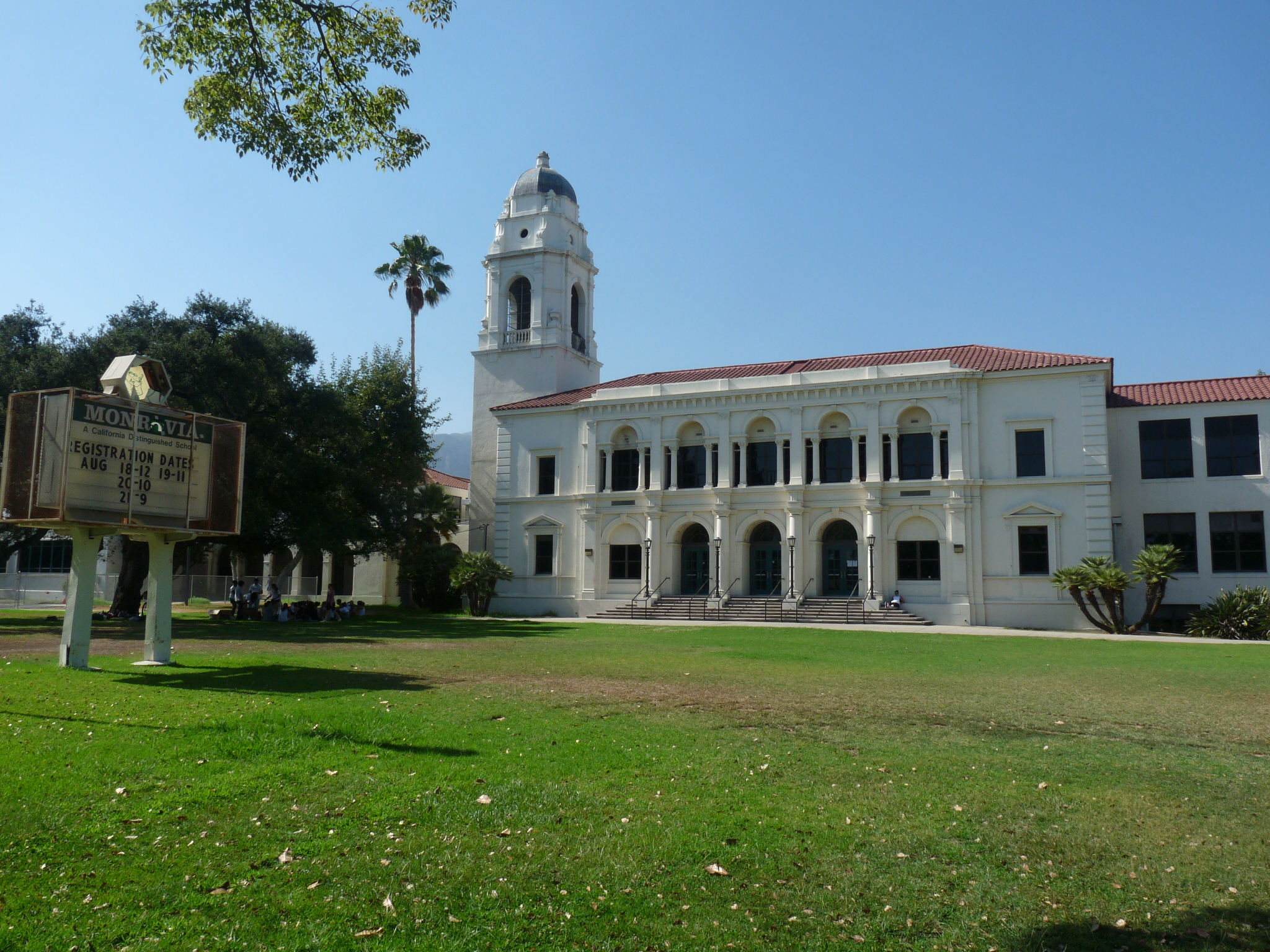
Монровия

Население — 43 тыс. человек; основные этнические группы: азиаты — 48,9 % (в том числе китайцы — 33,6 %, вьетнамцы — 6,7 %, а также бирманцы), латиноамериканцы — 30,7 %, белые — 18,4 %, афроамериканцы — 1,1 %, индейцы — 0,8 %, выходцы из Океании — 0,1 %.

### Монровия
Население — 40 тыс. человек; основные этнические группы: белые — 48 %, латиноамериканцы — 35,3 %, афроамериканцы — 8,7 %, азиаты — 7 %, индейцы — 0,9 %, выходцы из Океании — 0,1 %.

### Калвер-Сити
Население — 39 тыс. человек (город примыкает к Вестсайд); основные этнические группы: белые — 51,4 %, латиноамериканцы — 23,7 % (мексиканцы), азиаты — 12 % (корейцы, японцы, китайцы), афроамериканцы — 12 % (в том числе эфиопы), индейцы — 0,7 %, выходцы из Океании — 0,2 %.

### Уэст-Голливуд
Население — 38 тыс. человек (город примыкает к Грейтер-Голливуд); основные этнические группы: белые — 80,5 % (армяне, евреи, русские, украинцы,), латиноамериканцы — 8,8 %, афроамериканцы — 6,4 %, азиаты — 3,8 % (филиппинцы), индейцы — 0,4 %, выходцы из Океании — 0,1 %. Для 13,6 % жителей родным является русский язык.

### Сан-Димас
Население — 37 тыс. человек; основные этнические группы: белые — 63 %, латиноамериканцы — 23,4 %, азиаты — 9,4 %, афроамериканцы — 3,3 %, индейцы — 0,7 %, выходцы из Океании — 0,2 %.

### Манхэттен-Бич

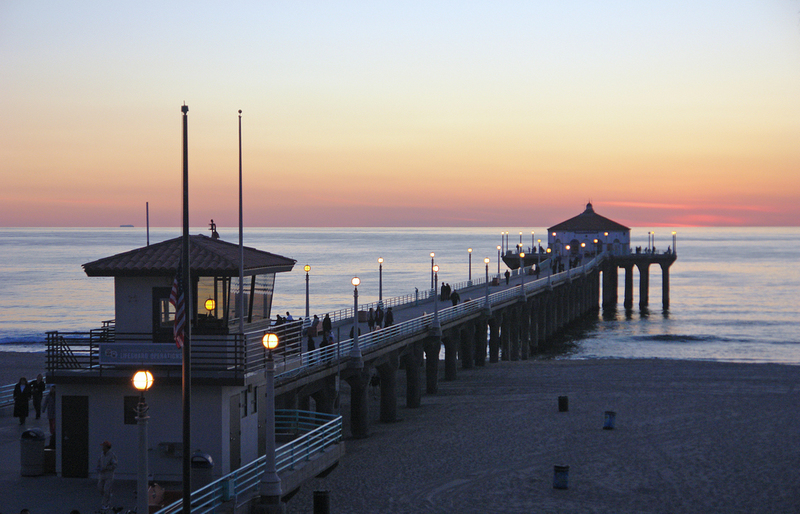
Манхэттен-Бич

Население — 37 тыс. человек (город примыкает к Харбор-Ареа / Саут-Бэй); основные этнические группы: белые — 87,8 %, азиаты — 6,1 %, латиноамериканцы — 5,2 %, афроамериканцы — 0,6 %, индейцы — 0,2 %, выходцы из Океании — 0,1 %.

### Белл
Население — 37 тыс. человек; основные этнические группы: латиноамериканцы — 91 %, белые — 5,2 % (арабы), афроамериканцы — 1,3 %, индейцы — 1,3 %, азиаты — 1,1 %, выходцы из Океании — 0,1 %.

### Темпл-Сити
Население — 36 тыс. человек; основные этнические группы: белые — 39,2 %, азиаты — 38,9 % (в том числе китайцы — 27,9 %), латиноамериканцы — 20,5 % (мексиканцы, кубинцы, пуэрториканцы), афроамериканцы — 0,9 %, индейцы — 0,4 %, выходцы из Океании — 0,1 %.

### Клермонт
Население — 36 тыс. человек; основные этнические группы: белые — 67,4 %, латиноамериканцы — 15,4 %, азиаты — 11,5 %, афроамериканцы — 5 %, индейцы — 0,6 %, выходцы из Океании — 0,1 %.

### Уиллоубрук
Население — 35 тыс. человек (город примыкает к Саут-Лос-Анджелес); основные этнические группы: латиноамериканцы — 53,6 %, афроамериканцы — 44,9 %, индейцы — 0,7 %, белые — 0,4 %, азиаты — 0,3 %, выходцы из Океании — 0,1 %.

### Ла-Верн
Население — 34 тыс. человек; основные этнические группы: белые — 65,7 % (немцы), латиноамериканцы — 23,1 %, азиаты — 7,2 %, афроамериканцы — 3,2 %, индейцы — 0,6 %, выходцы из Океании — 0,2 %.

### Беверли-Хиллс

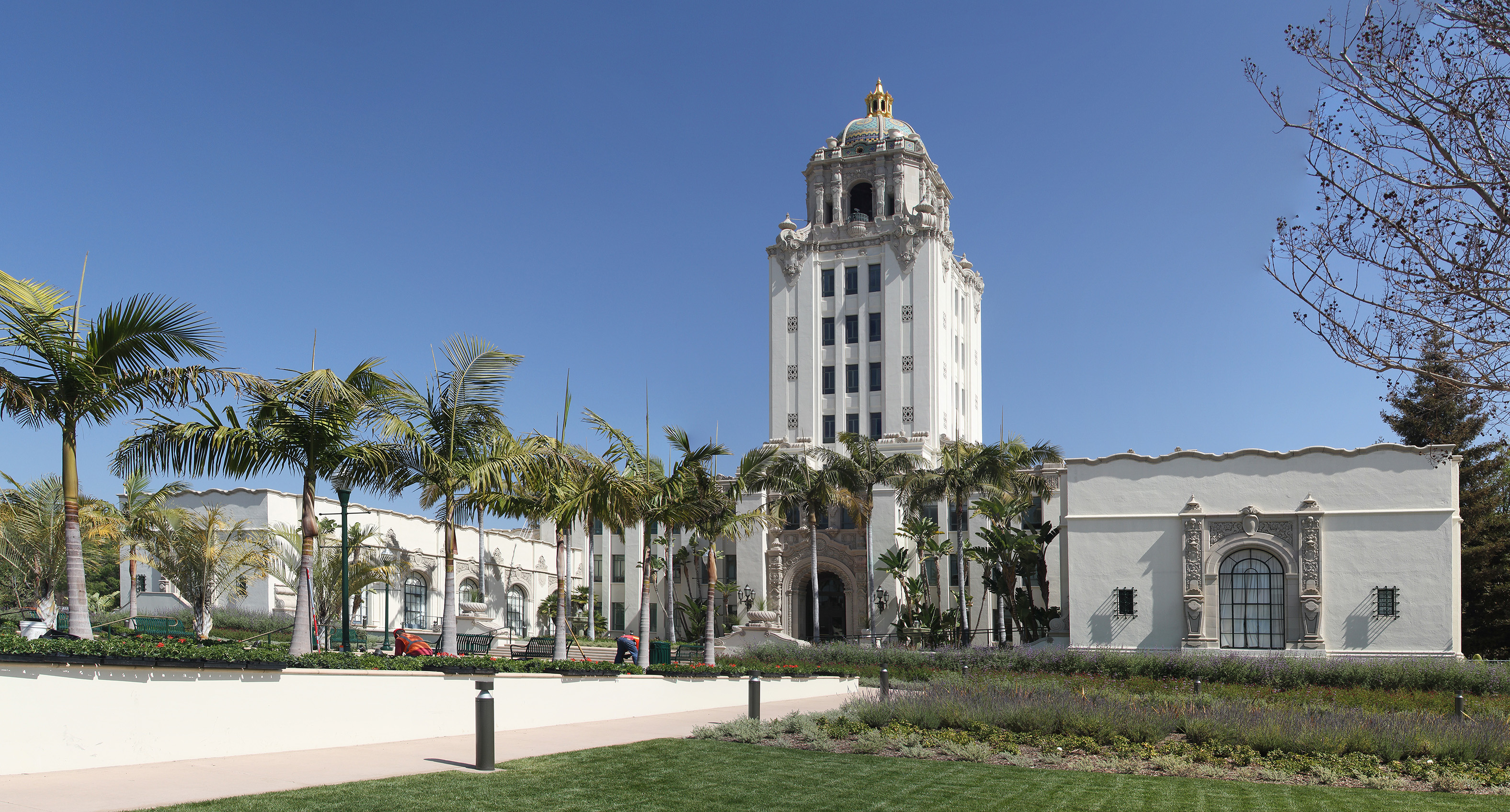
Беверли-Хиллс

Население — 34 тыс. человек (город примыкает к Грейтер-Голливуд и Вестсайд); основные этнические группы: белые — 86,4 % (в том числе иранцы — 20 %, а также евреи, армяне, русские, украинцы), азиаты — 7,1 %, латиноамериканцы — 4,6 % (мексиканцы, чилийцы), афроамериканцы — 1,8 %, индейцы — 0,1 %.

### Лондейл
Население — 34 тыс. человек (город примыкает к Харбор-Ареа / Саут-Бэй); основные этнические группы: латиноамериканцы — 52,1 %, белые — 23,7 %, афроамериканцы — 12,6 %, азиаты — 9,7 %, индейцы — 1 %, выходцы из Океании — 0,9 %.

### Уолнат
Население — 33 тыс. человек; основные этнические группы: азиаты — 55,8 % (в том числе китайцы — 28,6 %, а также филиппинцы), латиноамериканцы — 19,4 %, афроамериканцы — 4,2 %, индейцы — 0,2 %, выходцы из Океании — 0,1 %.

### Уэстмонт
Население — 32 тыс. человек (город примыкает к Саут-Лос-Анджелес); основные этнические группы: афроамериканцы — 58 %, латиноамериканцы — 39,6 %, белые — 1,2 %, индейцы — 0,6 %, азиаты — 0,4 %, выходцы из Океании — 0,2 %.

### Мэйвуд
Население — 31 тыс. человек; основные этнические группы: латиноамериканцы — 96,3 %, белые — 1,7 %, индейцы — 1,1 %, азиаты — 0,4 %, афроамериканцы — 0,4 %, выходцы из Океании — 0,1 %.

### Южная Пасадина
Население — 26 тыс. человек (город примыкает к Истсайд-Лос-Анджелес); основные этнические группы: белые — 53,9 %, азиаты — 26,6 % (китайцы), латиноамериканцы — 16,1 %, афроамериканцы — 3 %, индейцы — 0,3 %, выходцы из Океании — 0,1 %.

### Кадахи

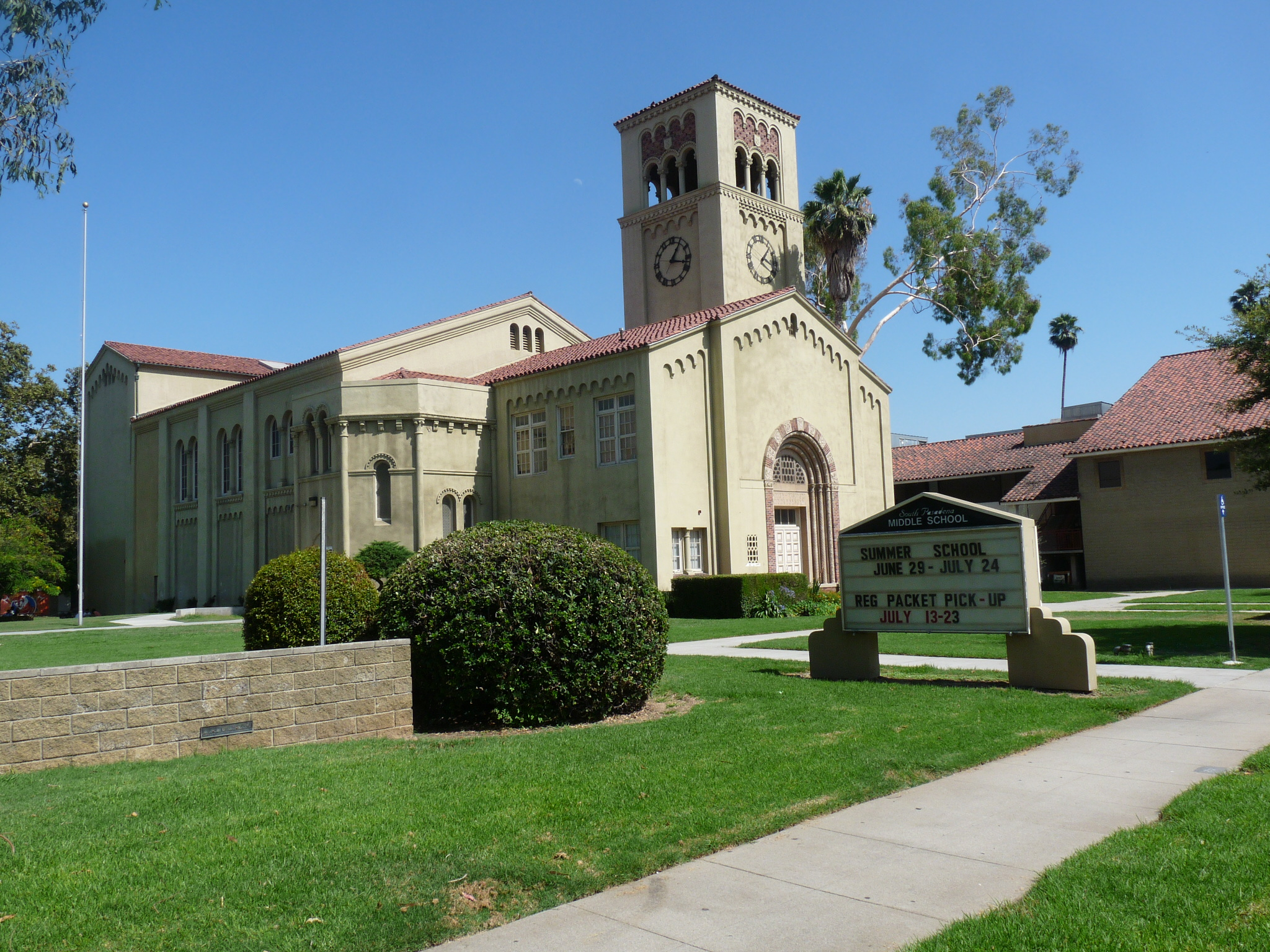
Саут-Пасадина

Население — 26 тыс. человек; основные этнические группы: латиноамериканцы — 94,1 %, белые — 2,5 %, индейцы — 1,3 %, афроамериканцы — 1,2 %, азиаты — 0,7 %, выходцы из Океании — 0,2 %.

### Сан-Фернандо
Население — 25 тыс. человек (город примыкает к Сан-Фернандо-Вэлли); основные этнические группы: латиноамериканцы — 89,3 %, белые — 6,8 %, индейцы — 1,7 %, азиаты — 1,1 %, афроамериканцы — 1 %, выходцы из Океании — 0,1 %.

### Уэст-Уиттиер / Лос-Ньетос
Население — 25 тыс. человек (город примыкает к Истсайд-Лос-Анджелес); основные этнические группы: латиноамериканцы — 83,1 %, белые — 13,3 %, азиаты — 1,6 %, индейцы — 1,2 %, афроамериканцы — 0,6 %, выходцы из Океании — 0,2 %.

### Леннокс
Население — 24 тыс. человек (город примыкает к Саут-Лос-Анджелес и Вестсайд); основные этнические группы: латиноамериканцы — 89,8 % (мексиканцы), афроамериканцы — 4,2 %, белые — 2,8 %, выходцы из Океании — 1,4 %, индейцы — 1 %, азиаты — 0,8 %.

### Уэст-Пуэнте-Вэлли
Население — 23 тыс. человек; основные этнические группы: латиноамериканцы — 81,6 %, азиаты — 8 %, белые — 6,6 %, афроамериканцы — 2,5 %, индейцы — 1,1 %, выходцы из Океании — 0,2 %.

### Саут-Эль-Монте
Население — 23 тыс. человек; основные этнические группы: латиноамериканцы — 86 %, азиаты — 8,5 % (китайцы, вьетнамцы), белые — 3,3 %, индейцы — 1,6 %, афроамериканцы — 0,4 %, выходцы из Океании — 0,2 %.

### Ла-Каньяда-Флинтридж

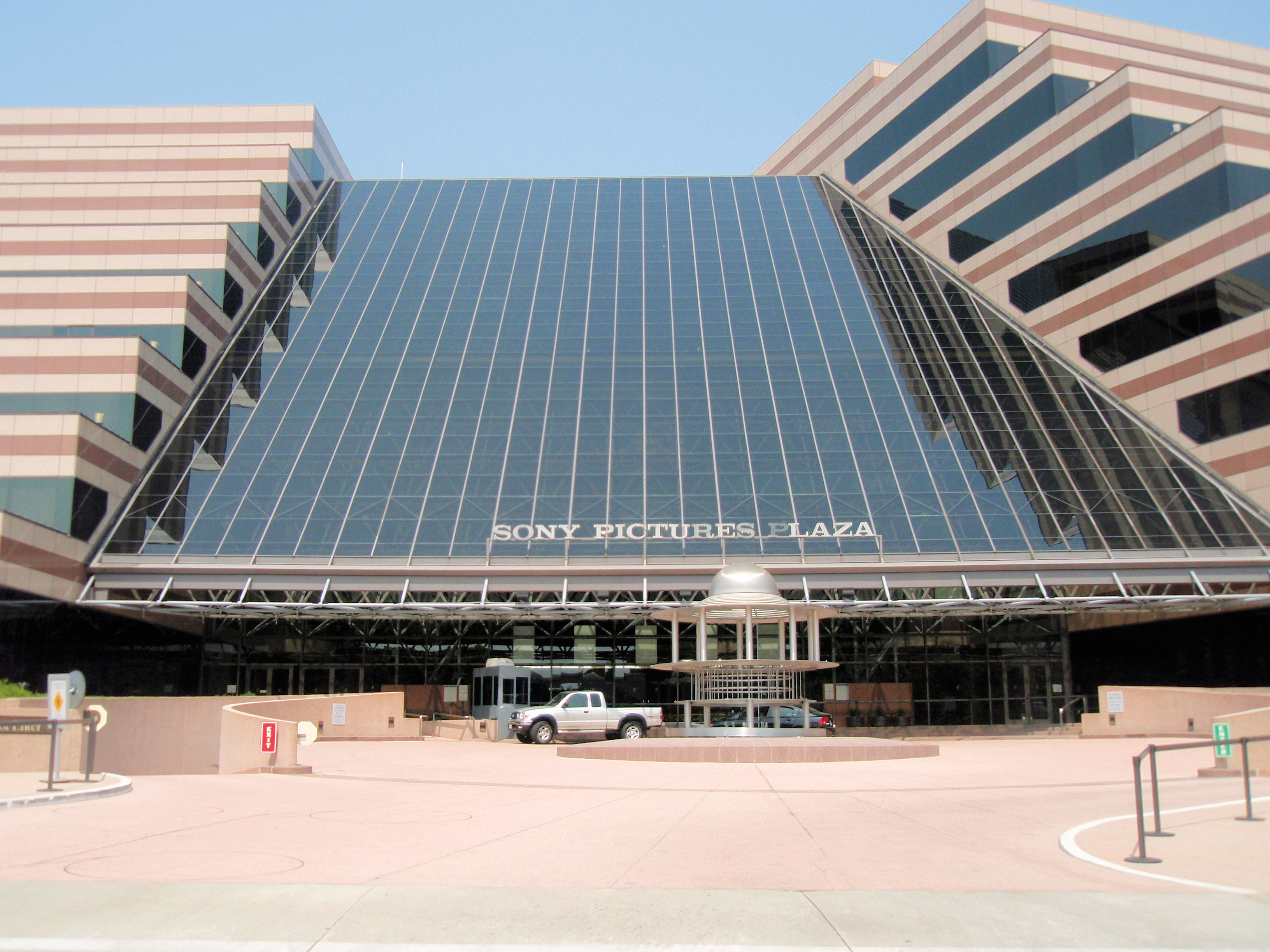
Калвер-Сити

Население — 22 тыс. человек; основные этнические группы: белые — 63 % (иранцы, евреи), азиаты — 31,6 % (корейцы), латиноамериканцы — 4,8 %, афроамериканцы — 0,4 %, индейцы — 0,2 %.

### Агура-Хиллс
Население — 22 тыс. человек; основные этнические группы: белые — 84,9 % (в том числе иранцы — 1,7 %, а также евреи), латиноамериканцы — 6,9 %, азиаты — 6,5 %, афроамериканцы — 1,3 %, индейцы — 0,3 %, выходцы из Океании — 0,1 %.

### Калабасас
Население — 22 тыс. человек (город примыкает к Сан-Фернандо-Вэлли); основные этнические группы: белые — 85,3 % (армяне, иранцы), азиаты — 7,7 % (индийцы), латиноамериканцы — 4,7 %, афроамериканцы — 2,2 %, индейцы — 0,1 %.

### Дуарти
Население — 22 тыс. человек; основные этнические группы: латиноамериканцы — 43,4 %, белые — 33,9 %, азиаты — 12,6 %, афроамериканцы — 9,1 %, индейцы — 0,9 %, выходцы из Океании — 0,1 %.

### Валинда
Население — 22 тыс. человек; основные этнические группы: латиноамериканцы — 74,7 %, белые — 12 %, азиаты — 9,4 %, афроамериканцы — 2,5 %, индейцы — 1,2 %, выходцы из Океании — 0,2 %.

### Уэст-Карсон
Население — 22 тыс. человек (город примыкает к Харбор-Ареа / Саут-Бэй); основные этнические группы: белые — 31,7 %, латиноамериканцы — 29,5 %, азиаты — 25,1 %, афроамериканцы — 11,8 %, выходцы из Океании — 1,2 %, индейцы — 0,7 %.

### Ломита
Население — 21 тыс. человек (город примыкает к Харбор-Ареа / Саут-Бэй); основные этнические группы: белые — 57 % (португальцы), латиноамериканцы — 26,2 %, азиаты — 11,4 % (японцы), афроамериканцы — 4,2 %, индейцы — 0,7 %, выходцы из Океании — 0,5 %.

### Саут-Сан-Хосе-Хиллс

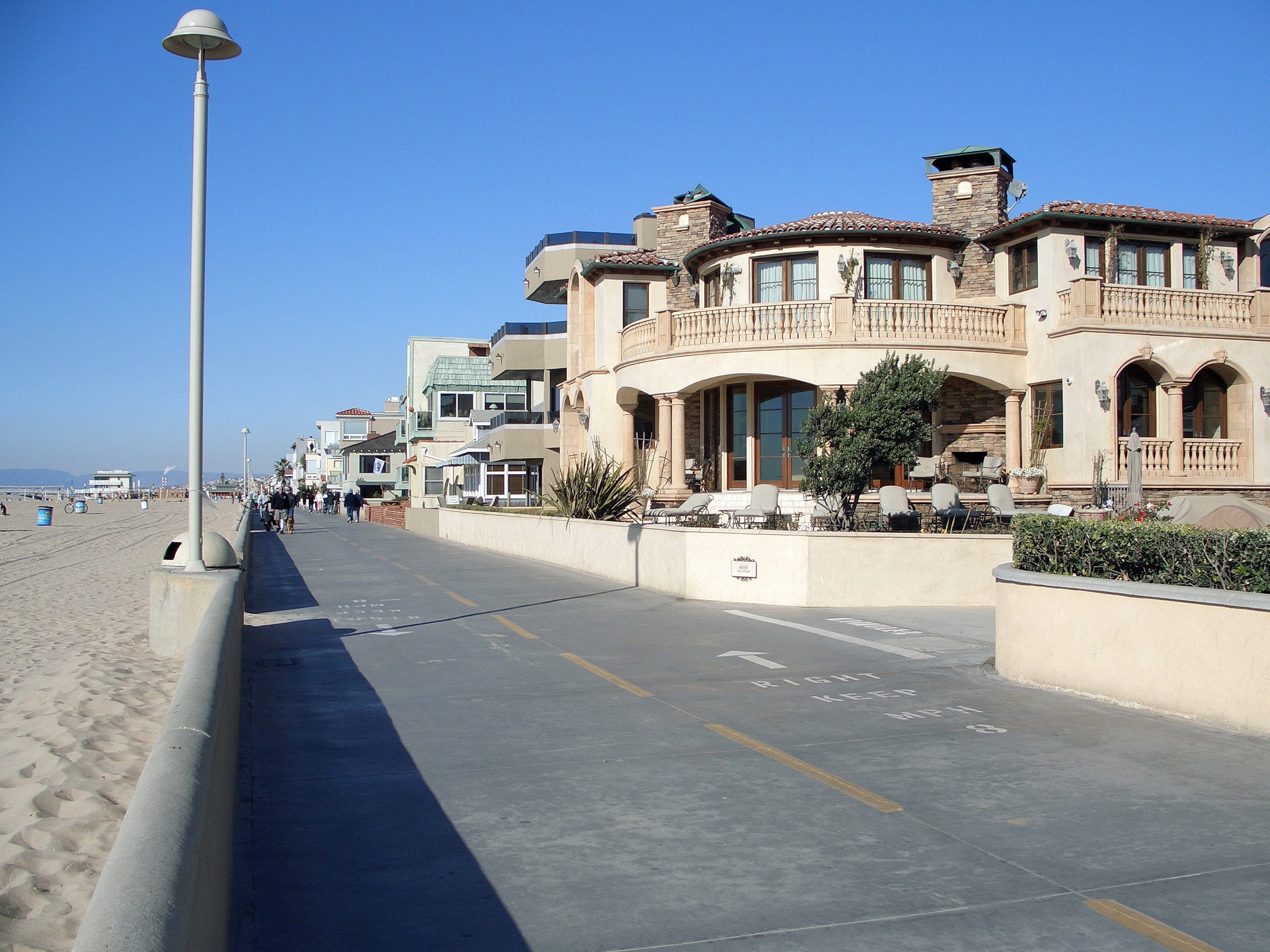
Хермоса-Бич

Население — 21 тыс. человек; основные этнические группы: латиноамериканцы — 83,5 %, азиаты — 6,6 %, белые — 6,1 %, афроамериканцы — 1,9 %, индейцы — 1,5 %, выходцы из Океании — 0,4 %.

### Хермоса-Бич
Население — 20 тыс. человек (город примыкает к Харбор-Ареа / Саут-Бэй); основные этнические группы: белые — 89,4 %, латиноамериканцы — 4,8 %, азиаты — 4,4 %, афроамериканцы — 0,8 %, индейцы — 0,4 %, выходцы из Океании — 0,2 %.

### Ла-Кресцента-Монтроуз
Население — 20 тыс. человек (город примыкает к Сан-Фернандо-Вэлли); основные этнические группы: белые — 70,4 % (иранцы, армяне), азиаты — 18,7 % (корейцы), латиноамериканцы — 10 %, афроамериканцы — 0,5 %, индейцы — 0,4 %.

### Санта-Фе-Спрингс
Население — 18 тыс. человек; основные этнические группы: латиноамериканцы — 71,4 % (мексиканцы), белые — 19,1 %, азиаты — 4 % (филиппинцы, вьетнамцы, корейцы), афроамериканцы — 3,9 %, индейцы — 1,4 %, выходцы из Океании — 0,2 %. Для 51,6 % жителей родным является испанский язык, для 46,1 % — английский, для 1 % — тагальский, для 0,7 % — вьетнамский, для 0,4 % — корейский, для 0,2 % — французский.

### Эль-Сегундо
Население — 17 тыс. человек (город примыкает к Вестсайд и Харбор-Ареа / Саут-Бэй); основные этнические группы: белые — 80,6 %, латиноамериканцы — 11 %, азиаты — 6,4 %, афроамериканцы — 1,2 %, индейцы — 0,5 %, выходцы из Океании — 0,3 %.

### Уолнат-Парк
Население — 17 тыс. человек; основные этнические группы: латиноамериканцы — 95,8 %, белые — 2,2 %, индейцы — 1 %, азиаты — 0,5 %, афроамериканцы — 0,4 %, выходцы из Океании — 0,1 %.

### Авокадо-Хайтс

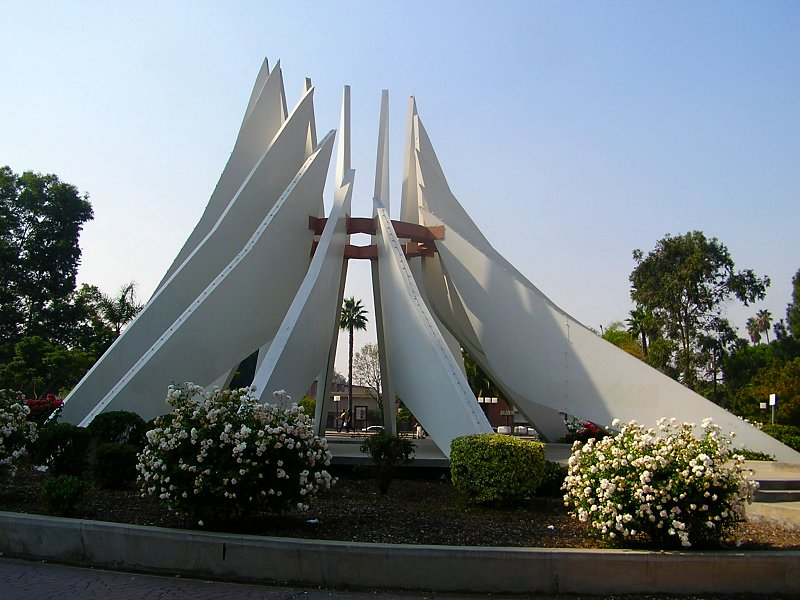
Комптон

Население — 16 тыс. человек; основные этнические группы: латиноамериканцы — 77,8 %, белые — 10,3 %, азиаты — 9,1 %, афроамериканцы — 1,5 %, индейцы — 1,2 %, выходцы из Океании — 0,1 %.

### Гавайан-Гарденс
Население — 16 тыс. человек; основные этнические группы: латиноамериканцы — 62,8 %, белые — 21,8 %, азиаты — 8,8 %, афроамериканцы — 4,5 %, индейцы — 1,3 %, выходцы из Океании — 0,8 %.

### Артезия
Население — 16 тыс. человек; основные этнические группы: латиноамериканцы — 38,3 % (в том числе мексиканцы — 32,4 %), белые — 29,2 % (в том числе португальцы — 9,4 %, голландцы — 4,6 %), азиаты — 27,5 % (в том числе филиппинцы — 10,4 %, китайцы — 5,1 %, индийцы — 4,6 %, корейцы — 4,5 %), афроамериканцы — 3,6 %, индейцы — 0,8 %, выходцы из Океании — 0,6 %. Индийцы сконцентрированы в районе Литтл-Индия.

### Ист-Сан-Габриэль
Население — 15 тыс. человек; основные этнические группы: азиаты — 40,5 % (в том числе китайцы — 28,2 %), белые — 33,4 %, латиноамериканцы — 23,5 %, афроамериканцы — 1,9 %, индейцы — 0,6 %, выходцы из Океании — 0,1 %.

### Винсент
Население — 15 тыс. человек; основные этнические группы: латиноамериканцы — 64,4 %, белые — 24,6 %, азиаты — 6,9 %, афроамериканцы — 2,7 %, индейцы — 1,3 %, выходцы из Океании — 0,1 %.

### Малибу

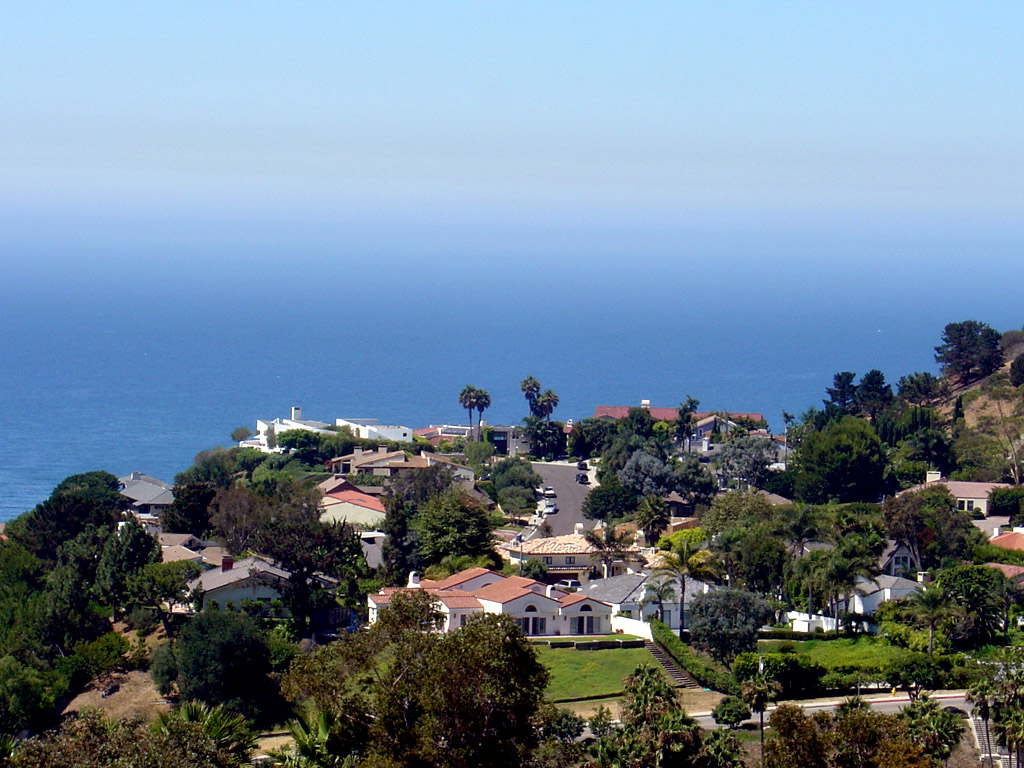
Малибу

Население — 14 тыс. человек; основные этнические группы: белые — 88,8 %, азиаты — 8,5 %, латиноамериканцы — 1,5 %, афроамериканцы — 0,9 %, индейцы — 0,2 %, выходцы из Океании — 0,1 %.

### Сан-Марино
Население — 14 тыс. человек; основные этнические группы: белые — 48,6 %, азиаты — 47,7 % (в том числе китайцы — 40,6 %), латиноамериканцы — 3,3 %, афроамериканцы — 0,2 %, выходцы из Океании — 0,1 %.

### Коммерс
Население — 14 тыс. человек (город примыкает к Истсайд-Лос-Анджелес); основные этнические группы: латиноамериканцы — 93,6 % (мексиканцы, панамцы), белые — 2,8 %, индейцы — 1,6 %, азиаты — 1,1 %, афроамериканцы — 0,8 %, выходцы из Океании — 0,1 %.

### Палос-Вердес-Эстейт
Население — 14 тыс. человек (город примыкает к Харбор-Ареа / Саут-Бэй); основные этнические группы: белые — 78,8 %, азиаты — 17,2 %, латиноамериканцы — 2,8 %, афроамериканцы — 1 %, индейцы — 0,1 %, выходцы из Океании — 0,1 %.

### Сигнал Хилл
Население — 12 тыс. человек; основные этнические группы: белые — 38,8 %, латиноамериканцы — 29 %, азиаты — 16,5 %, афроамериканцы — 13 %, выходцы из Океании — 2,1 %, индейцы — 0,6 %.

### Вью-Парк / Уиндсор-Хиллс

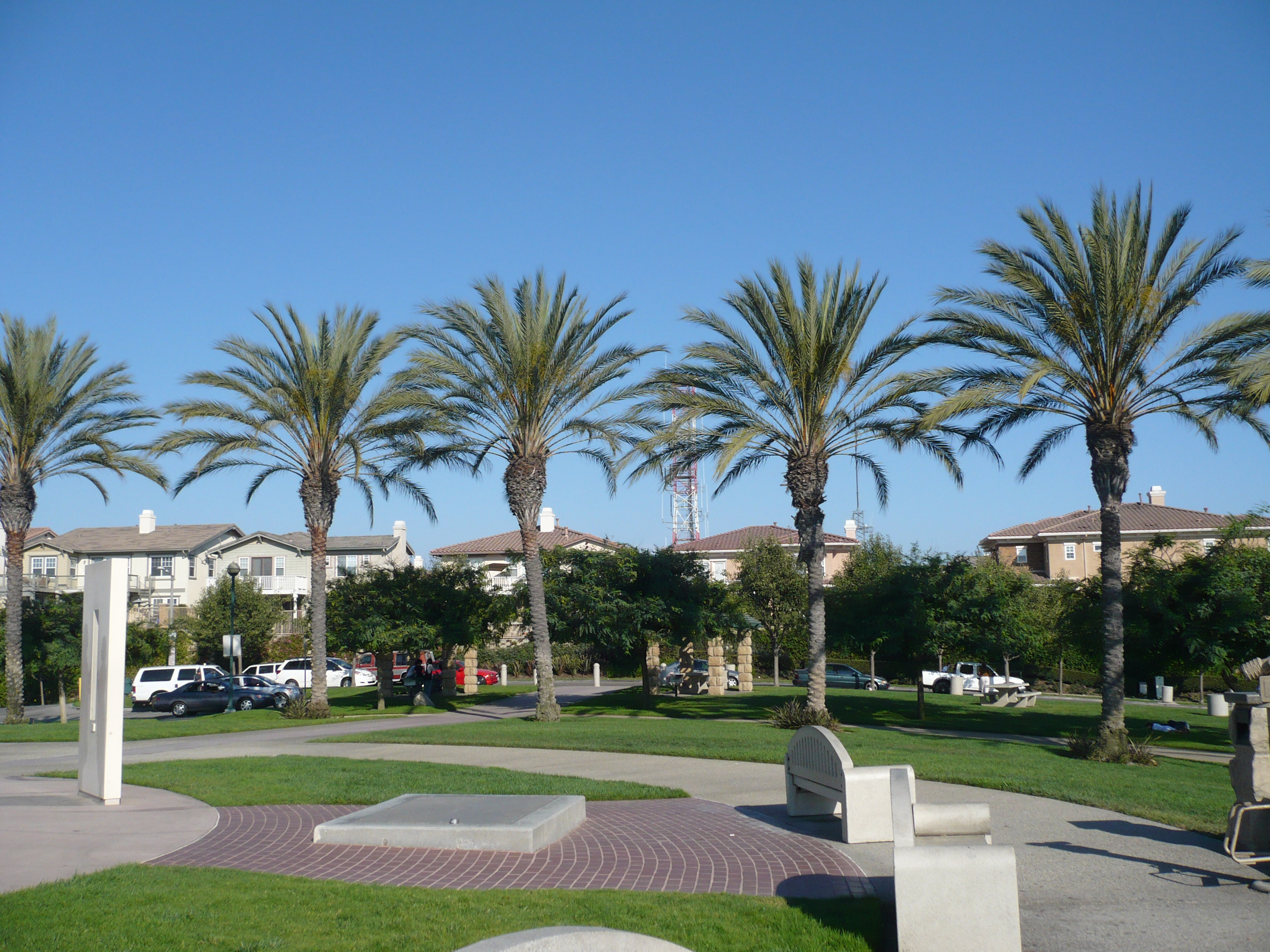
Сигнал-Хилл

Население — 12 тыс. человек (город примыкает к Саут-Лос-Анджелес); основные этнические группы: афроамериканцы — 88 %, белые — 8 %, латиноамериканцы — 2,7 %, азиаты — 1,1 %, индейцы — 0,2 %.

### Лейк-Лос-Анджелес
Население — 12 тыс. человек; основные этнические группы: белые — 51,6 %, латиноамериканцы — 33,6 %, афроамериканцы — 12,1 %, индейцы — 1,5 %, азиаты — 1 %, выходцы из Океании — 0,2 %.

### Сьерра-Мадре
Население — 11 тыс. человек; основные этнические группы: белые — 86,8 %, латиноамериканцы — 6 %, азиаты — 5,6 %, афроамериканцы — 1,1 %, индейцы — 0,4 %, выходцы из Океании — 0,1 %.

### Сайтрус
Население — 11 тыс. человек; основные этнические группы: латиноамериканцы — 64,9 %, белые — 23,5 %, азиаты — 6,7 %, афроамериканцы — 3,3 %, индейцы — 1,5 %, выходцы из Океании — 0,1 %.

### Ист-Комптон
Население — 10 тыс. человек (город примыкает к Саут-Лос-Анджелес); основные этнические группы: латиноамериканцы — 77,2 %, афроамериканцы — 19,8 %, выходцы из Океании — 1,2 %, белые — 0,9 %, индейцы — 0,7 %, азиаты — 0,2 %.

### Дель-Эйр
Население — 10 тыс. человек (город примыкает к Харбор-Ареа / Саут-Бэй); основные этнические группы: белые — 40,6 %, афроамериканцы — 32,2 %, латиноамериканцы — 17,6 %, азиаты — 8,1 %, выходцы из Океании — 0,8 %, индейцы — 0,7 %.

### Ист-Ла-Мирада

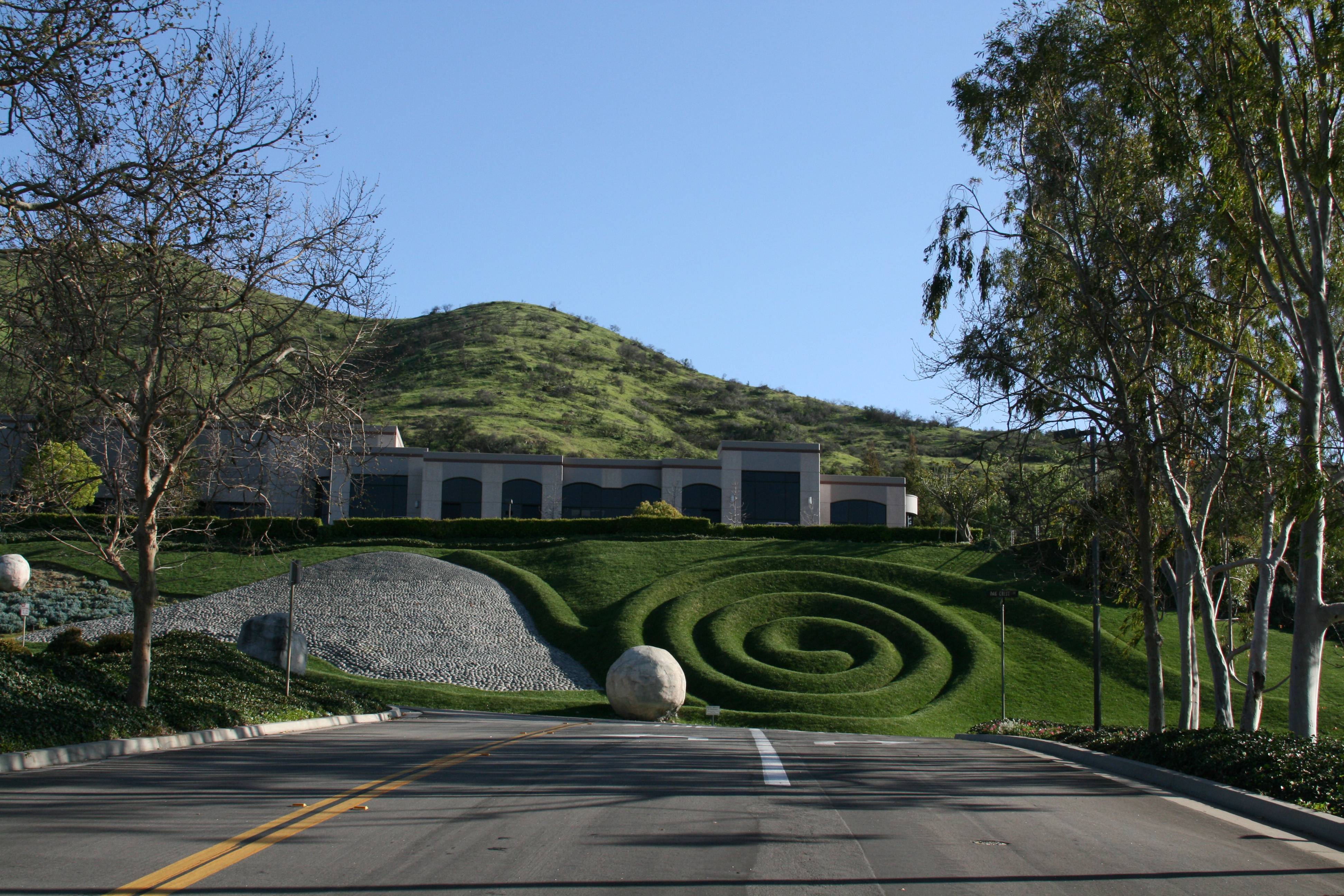
Уэстлейк-Виллидж

Население — 10 тыс. человек; основные этнические группы: белые — 55,4 %, латиноамериканцы — 38,2 %, азиаты — 3,7 %, афроамериканцы — 1,8 %, индейцы — 0,8 %, выходцы из Океании — 0,1 %.

### Куарц-Хилл
Население — 10 тыс. человек; основные этнические группы: белые — 76,5 %, латиноамериканцы — 15,3 %, афроамериканцы — 5 %, азиаты — 1,9 %, индейцы — 1,1 %, выходцы из Океании — 0,2 %.

### Уэстлейк-Виллидж
Население — 9 тыс. человек; основные этнические группы: белые — 88,3 %, азиаты — 6,1 %, латиноамериканцы — 4,6 %, афроамериканцы — 0,8 %, индейцы — 0,1 %, выходцы из Океании — 0,1 %.

### Чартер-Ок
Население — 9 тыс. человек; основные этнические группы: белые — 47,9 %, латиноамериканцы — 36,6 %, азиаты — 9,2 %, афроамериканцы — 4,8 %, индейцы — 1,3 %, выходцы из Океании — 0,2 %.

### Уэст-Атенс
Население — 9 тыс. человек (город примыкает к Саут-Лос-Анджелес); основные этнические группы: афроамериканцы — 65,1 %, латиноамериканцы — 25,3 %, белые — 7 %, азиаты — 1,6 %, индейцы — 0,6 %, выходцы из Океании — 0,4 %.

### Марина-дель-Рей

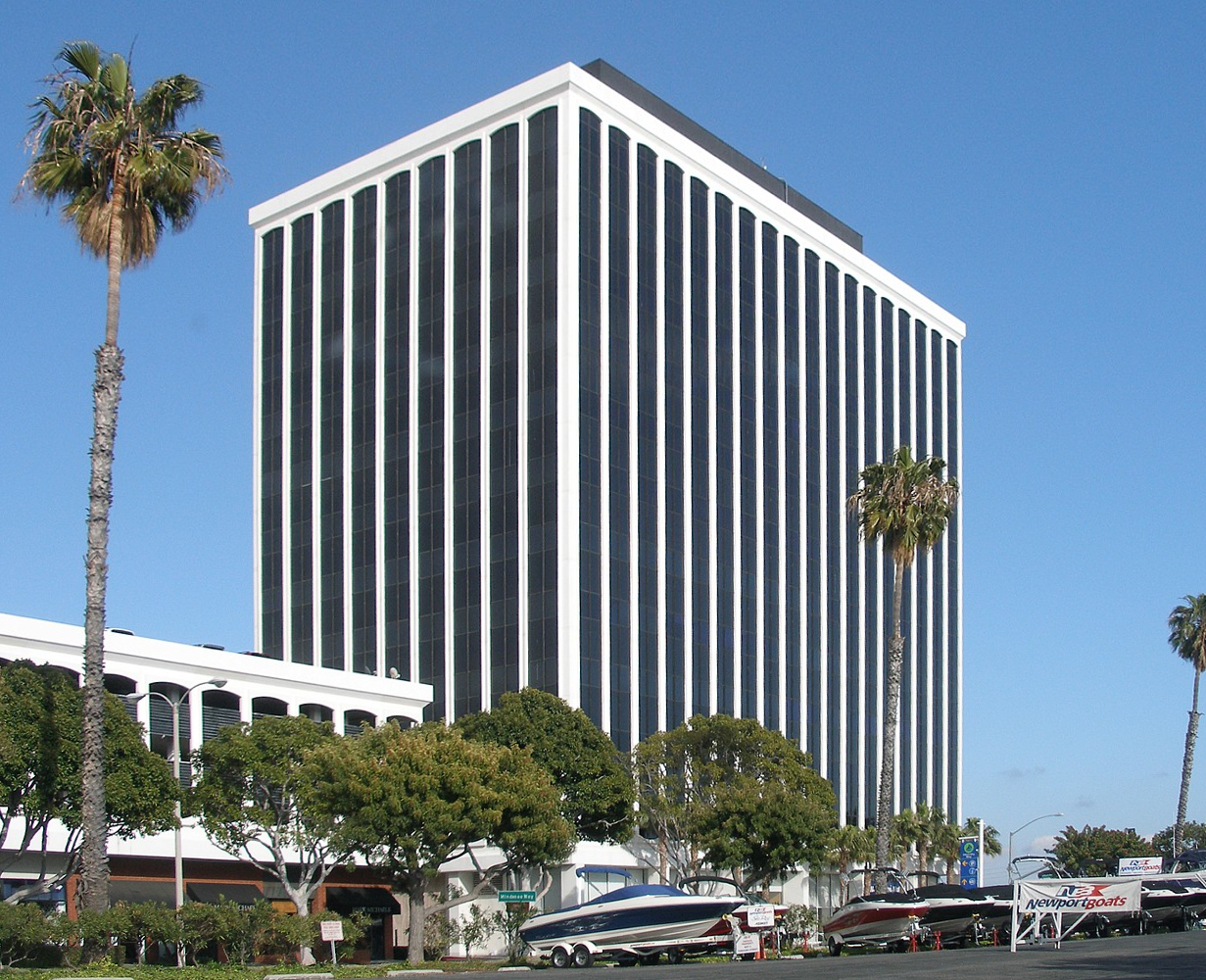
Марина-дель-Рей

Население — 9 тыс. человек (город примыкает к Вестсайд); основные этнические группы: белые — 81,5 % (евреи, немцы, австрийцы), азиаты — 8,2 %, латиноамериканцы — 5,3 %, афроамериканцы — 4,6 %, индейцы — 0,2 %, выходцы из Океании — 0,2 %.

### Алондра-Парк
Население — 9 тыс. человек (город примыкает к Харбор-Ареа / Саут-Бэй); основные этнические группы; латиноамериканцы — 40,9 %, белые — 29 %, азиаты — 16,3 %, афроамериканцы — 12,6 %, индейцы — 0,8 %, выходцы из Океании — 0,4 %.

### Роллинг-Хиллс-Эстейт
Население — 8 тыс. человек (город примыкает к Харбор-Ареа / Саут-Бэй); основные этнические группы: белые — 73,3 %, азиаты — 20,3 %, латиноамериканцы — 4,8 %, афроамериканцы — 1,2 %, индейцы — 0,3 %, выходцы из Океании — 0,1 %.

### Саут-Сан-Габриэль
Население — 8 тыс. человек; основные этнические группы: латиноамериканцы — 64 %, азиаты — 33,4 %, индейцы — 1,2 %, белые — 0,8 %, афроамериканцы — 0,4 %, выходцы из Океании — 0,2 %.

### Ладера-Хайтс
Население — 7 тыс. человек (город примыкает к Саут-Лос-Анджелес и Вестсайд); основные этнические группы: афроамериканцы — 70,8 % (в том числе тринидадцы), белые — 22,5 %, латиноамериканцы — 3,4 % (мексиканцы, боливийцы), азиаты — 2,9 %, индейцы — 0,3 %, выходцы из Океании — 0,1 %.

### Уэст-Комптон

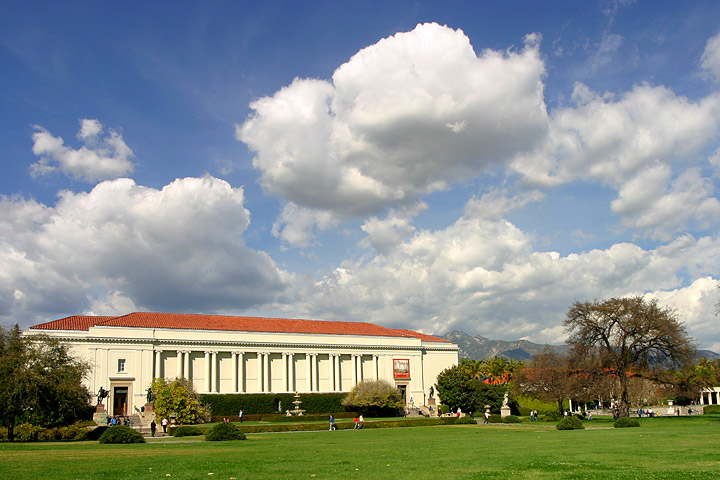
Сан-Марино

Население — 6 тыс. человек (город примыкает к Саут-Лос-Анджелес); основные этнические группы: афроамериканцы — 67,9 %, латиноамериканцы — 28,6 %, белые — 1,6 %, азиаты — 0,9 %, индейцы — 0,6 %, выходцы из Океании — 0,4 %.

### Ла-Хабра-Хайтс
Население — 6 тыс. человек; основные этнические группы: белые — 66,3 %, азиаты — 18,4 % (китайцы), латиноамериканцы — 13,7 % (мексиканцы, аргентинцы), афроамериканцы — 1,2 %, индейцы — 0,3 %, выходцы из Океании — 0,1 %.

### Ист-Пасадина
Население — 6 тыс. человек; основные этнические группы: белые — 41,3 %, латиноамериканцы — 35,3 %, азиаты — 20 %, афроамериканцы — 2,6 %, индейцы — 0,8 %.

### Мэйфлауэр-Виллидж
Население — 5 тыс. человек; основные этнические группы: белые — 54,7 %, латиноамериканцы — 26,6 %, азиаты — 16,6 %, афроамериканцы — 1,2 %, индейцы — 0,7 %, выходцы из Океании — 0,2 %.

### Норт-Эль-Монте
Население — 4 тыс. человек; основные этнические группы: азиаты — 52,2 % (китайцы, вьетнамцы), белые — 31,4 %, латиноамериканцы — 15,3 %, афроамериканцы — 0,8 %, индейцы — 0,3 %.

### Авалон

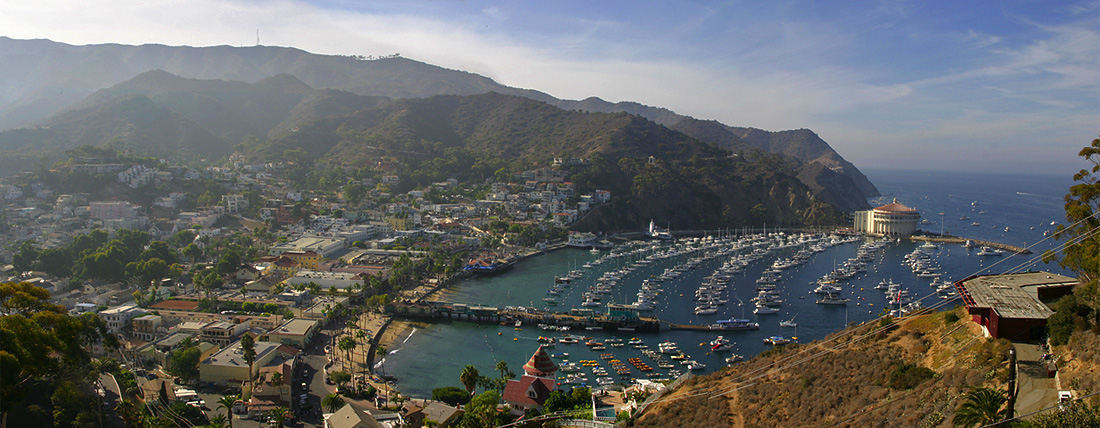
Авалон

Население — 3 тыс. человек; основные этнические группы: белые — 51,5 %, латиноамериканцы — 46 %, индейцы — 1 %, афроамериканцы — 0,7 %, азиаты — 0,6 %, выходцы из Океании — 0,2 %.

### Дезерт-Вью-Хайлендс
Население — 3 тыс. человек; основные этнические группы: белые — 53,5 %, латиноамериканцы — 36,8 %, афроамериканцы — 5,9 %, азиаты — 2,2 %, индейцы — 1,5 %, выходцы из Океании — 0,1 %.

### Актон
Население — 3 тыс. человек; основные этнические группы: белые — 86,3 %, латиноамериканцы — 11 % (в том числе аргентинцы — 2,3 %), азиаты — 1,5 %, афроамериканцы — 0,7 %, индейцы — 0,5 %.

### Лейк-Хьюз
Население — 3 тыс. человек; основные этнические группы: белые — 78 %, латиноамериканцы — 15,7 %, афроамериканцы — 4,4 %, азиаты — 1,6 %, индейцы — 0,3 %.

### Роллинг-Хиллс
Население — 2 тыс. человек (город примыкает к Харбор-Ареа / Саут-Бэй); основные этнические группы: белые — 78,9 %, азиаты — 14 %, латиноамериканцы — 4,6 %, афроамериканцы — 2 %, выходцы из Океании — 0,5 %.

### Хидден-Хиллс

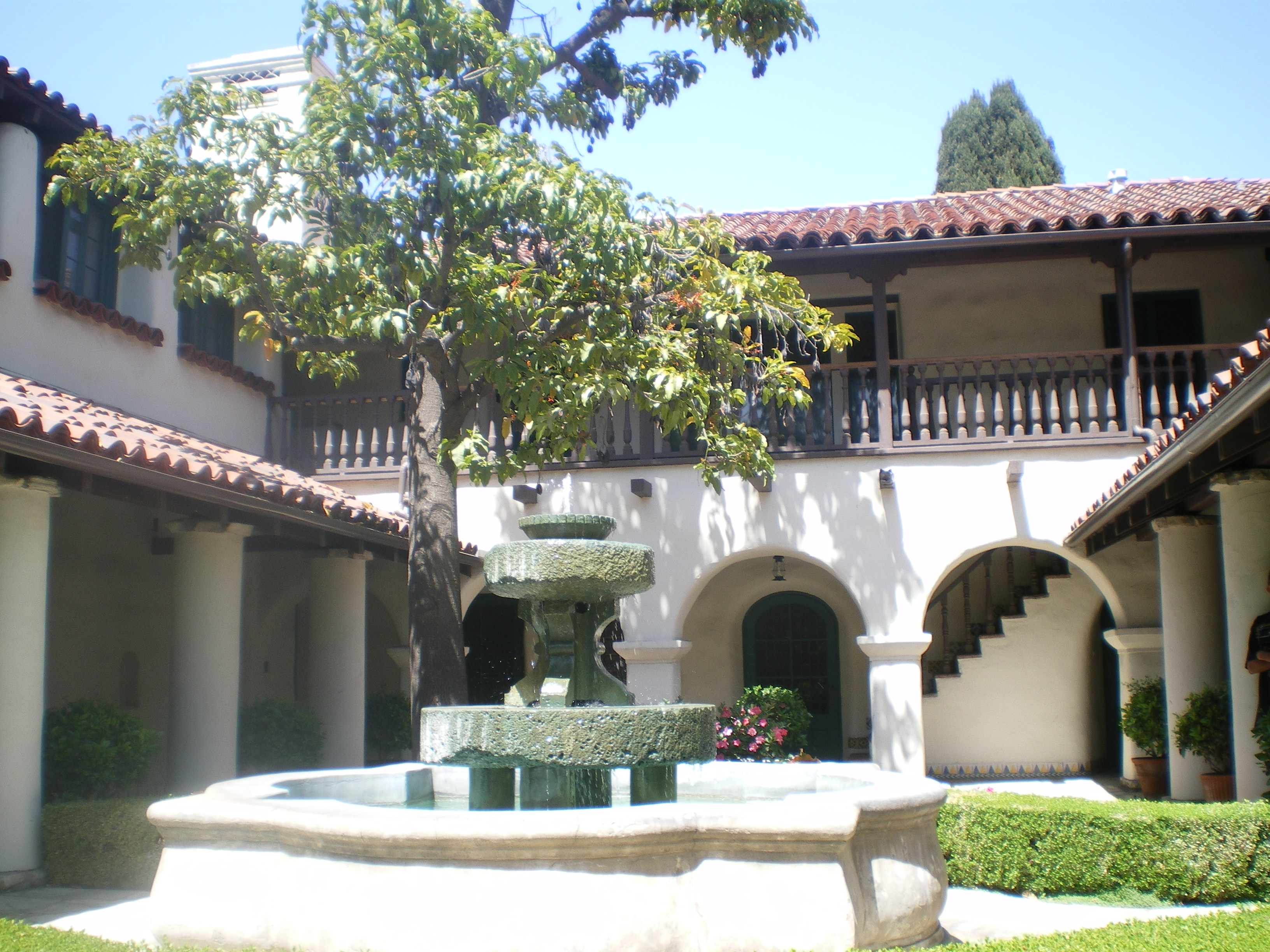
Сити оф Индастри

Население — 2 тыс. человек (город примыкает к Сан-Фернандо-Вэлли); основные этнические группы: белые — 90,6 % (в том числе русские — 11 %, а также евреи, украинцы, немцы, австрийцы), латиноамериканцы — 6,2 %, азиаты — 2,7 %, афроамериканцы — 0,4 %, индейцы — 0,1 %.

### Ирвиндейл
Население — 2 тыс. человек; основные этнические группы: латиноамериканцы — 88,3 % (в том числе мексиканцы — 80 %, костариканцы — 5,2 %), белые — 7,6 %, индейцы — 1,9 %, азиаты — 1,7 %, афроамериканцы — 0,4 %, выходцы из Океании — 0,1 %.

### Литтлрок
Население — 2 тыс. человек; основные этнические группы: белые — 54,2 % (в том числе немцы — 2 %), латиноамериканцы — 39,7 %, афроамериканцы — 4,8 %, индейцы — 1,1 %, азиаты — 0,2 %.

### Валь-Верде
Население — 2 тыс. человек; основные этнические группы: латиноамериканцы — 51,7 %, белые — 41,4 %, афроамериканцы — 4,3 %, азиаты — 1,7 %, индейцы — 0,7 %, выходцы из Океании — 0,2 %.

### Брэдбери
Население — 1 тыс. человек; основные этнические группы: белые — 64,5 %, азиаты — 19,6 % (китайцы), латиноамериканцы — 13,9 %, афроамериканцы — 1,8 %, индейцы — 0,2 %.

### Индастри
Население — 1 тыс. человек; основные этнические группы: латиноамериканцы — 60,2 %, белые — 28,9 %, афроамериканцы — 4,3 %, азиаты — 3,9 % (китайцы), индейцы — 2,7 %.

### Вернон
Население — 0,1 тыс. человек (латиноамериканцы — 89 %); примыкающая к Саут-Лос-Анджелес промышленная зона, в которой работает около 45 тыс. человек.

### Юниверсал-Сити
Крупная торгово-развлекательная зона, примыкающая к Голливуду и Сан-Фернандо-Вэлли.

## Примечания

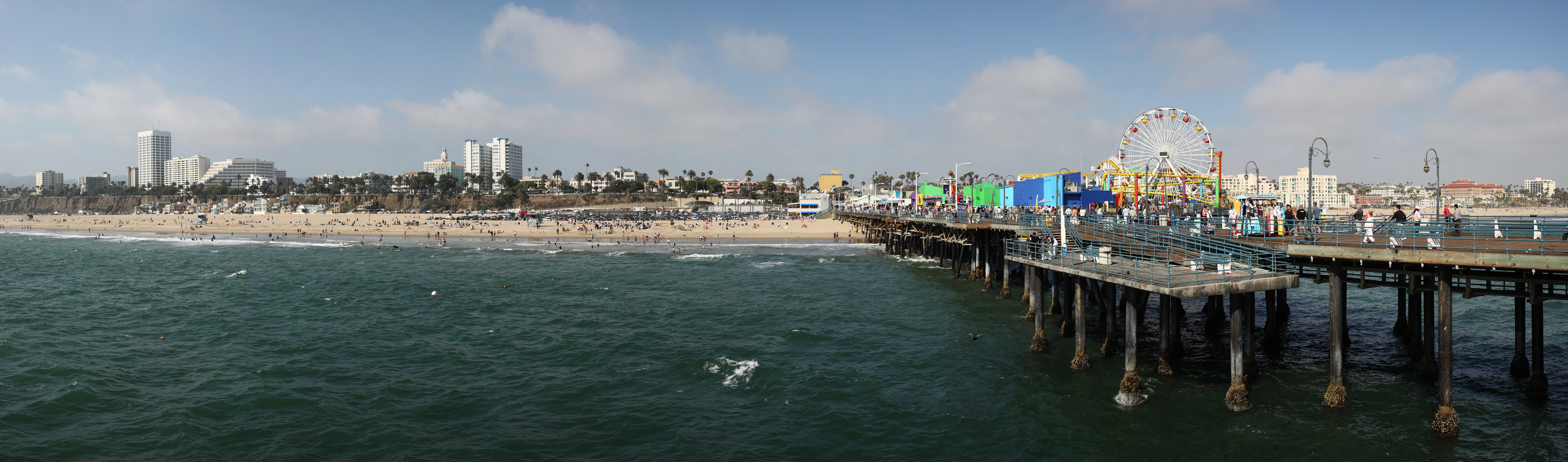
Санта-Моника